# Italia
Italia (scris și pronunțat la fel și în limba italiană: [iˈtaːlja]), oficial Republica italiană (in italiană Repubblica italiana), este un stat unitar, republică parlamentară, aflat în Europa de Sud. Ea acoperă o arie de 301.338 km² și are o climă temperată; datorită formei părții sale continentale, este denumită pe plan intern lo Stivale („Cizma”). Cu 61 de milioane de locuitori, este a cincea cea mai populată țară a Europei. Italia este o țară dezvoltată și are a treia cea mai mare economie din zona Euro și a opta din lume după PIB nominal.
Din vremurile antice, culturile etruscă, Magna Graecia și altele au înflorit pe teritoriul actual al Italiei, până când au fost în cele din urmă absorbite de Roma, care timp de secole a rămas centrul politic și religios al civilizației occidentale, capitala Imperiului Roman și apoi centrul creștinismului. În Evul Mediu Întunecat, Peninsula Italică s-a confruntat cu dezastruoase invazii ale triburilor barbare, dar începând cu secolul al XI-lea, numeroase orașe-stat italiene⁠(en)[traduceți] au început să înflorească practicând navigație, comerț și întreținând instituții bancare (capitalismul modern își are originile în Italia medievală). Mai ales în timpul Renașterii, cultura italiană a înflorit, producând cărturari, artiști și polimați ca Leonardo da Vinci, Galileo, Michelangelo și Machiavelli. Exploratorii italieni ca Marco Polo, Columb și Vespucci au descoperit noi rute către Orientul Îndepărtat și către Lumea Nouă, contribuind la epoca marilor descoperiri pentru europeni. Totuși, Italia a rămas fragmentată în numeroase state aflate în război unele cu celelalte de-a lungul întregii Epoci Medievale, ceea ce le-a făcut să cadă ușor pradă marilor puteri europene, ca Spania, Franța, și apoi Austria. Italia va intra astfel într-o lungă perioadă de declin până la jumătatea secolului al XIX-lea.
După diferite tentative nereușite, războaiele al doilea și al treilea⁠(en)[traduceți] pentru independența Italiei s-au soldat cu unificarea unei mari părți din Italia actuală între 1859–1866. Începând cu sfârșitul secolului al XIX-lea și până la începutul secolului al XX-lea, noul Regat al Italiei s-a industrializat rapid și și-a format un imperiu colonial, devenind Mare Putere. Italia sudică și rurală au rămas în mare parte însă excluse de la industrializare, alimentând o diaspora⁠(en)[traduceți] mare și influentă. În ciuda victoriei din Primul Război Mondial, Italia a intrat într-o perioadă de criză economică și agitație socială, care a favorizat apariția unei dictaturi fasciste în 1922. Participarea ulterioară la al Doilea Război Mondial de partea Axei s-a sfârșit cu o înfrângere militară, distrugere economică și un război civil. În anii care au urmat, Italia a abolit monarhia, a restaurat democrația și s-a bucurat de o explozie economică⁠(en)[traduceți], devenind astfel una dintre cele mai dezvoltate țări și a cincea economie a lumii până în 1990.
Italia joacă un rol de frunte în afacerile militare, culturale și diplomatice mondiale și este astfel considerată a fi o putere regională majoră. Italia este unul dintre membrii fondatori și unul dintre membrii de frunte ai Uniunii Europene, fiind membră și a mai multor instituții internaționale, între care ONU, NATO, OCDE, OSCE, OMC, DAC⁠(en)[traduceți], G4⁠(en)[traduceți], G6⁠(en)[traduceți], G7, G8, G10⁠(en)[traduceți], G20, a Uniunii Mediteranei, a Consiliului Europei, a Inițiativei Central-Europene,
ASEM și a Uniting for Consensus⁠(en)[traduceți].

## Etimologie
Prezumpțiile privind etimologia numelui de „Italia” sunt numeroase și foarte variate. Conform uneia dintre cele mai comune explicații, termenul latinesc Italia a fost împrumutat prin greaca antică din oscanul Víteliú, care înseamnă „țara vițeilor” (cf. Lat vitulus „vițel”, Umb vitlo „vițel”). Taurul era un simbol al triburilor din sudul peninsulei și apărea adesea în luptă cu lupoaica romană ca simbol al sfidării Italiei libere în timpul Războiului Social. Istoricul grec Dionis din Halicarnas afirmă aceasta odată cu legenda că Italia ar fi fost denumită astfel după Italus⁠(en)[traduceți], legendă amintită și de Aristotel și Tucidide.
Numele de Italia s-a aplicat doar la o parte din ceea ce este astăzi Italia de Sud – conform lui Antioh din Siracuza⁠(en)[traduceți], porțiunea sudică a peninsulei Bruttium (Calabria de astăzi: provincia Reggio, și parte din provinciile Catanzaro și Vibo Valentia). Dar până la vremea sa Oenotria⁠(en)[traduceți] și Italia deveniseră sinonime, și numele s-a aplicat și asupra a mare parte din Lucania. Grecii au ajuns și ei să folosească denumirea de „Italia” pentru o regiune mai extinsă, dar abia în timpul domniei lui Cezar August (sfârșitul secolului I e.n.) termenul s-a extins asupra întregii peninsule până la Alpi.

## Istorie

### Preistoria și antichitatea

Colosseumul din Roma, construit c. 70 – 80 e.n., este considerat a fi una dintre cele mai mari opere de arhitectură și inginerie.

Săpăturile arheologice efectuate în toată Italia au dezvăluit prezența omului de Neanderthal în perioada paleolitică, acum circa 200.000 de ani, urmată de sosirea omului modern acum circa 40.000 de ani. Vechile popoare ale Italiei preromane – cum ar fi umbrii, latinii (care aveau să stea la baza civilizației romane), volscii, samniții, celții și ligurii, care au locuit nordul Italiei, dar și mulți alții – erau popoare indo-europene; principalele popoare care nu erau de origine indo-europeană erau etruscii, elimii și sicanii în Sicilia și sarzii preistorici.
Între secolele al XVII-lea și al XI-lea î.Hr. grecii micenieni au stabilit contacte cu Italia, iar în secolele al VIII-lea și al VII-lea î.Hr. au fost înființate colonii grecești de-a lungul coastelor Siciliei și în sudul peninsulei Italice, teritoriu ce a căpătat denumirea de Magna Graecia. Fenicienii au stabilit și ei colonii pe coastele Sardiniei și Siciliei.
Roma, un oraș-stat format în jurul unui vad de pe Tibru, fondat conform tradiției în 753 î.Hr., a evoluat de-a lungul secolelor într-un mare imperiu, întins din Britannia până la granițele Persiei, și cuprinzând întregul bazin al Mediteranei, în care cultura greacă și cea romană s-au unit formând o civilizație unică. Moștenirea culturală a Imperiului Roman a influențat puternic civilizația occidentală și a modelat în mare măsură lumea modernă. Într-un lent declin început cu secolul al III-lea, Imperiul s-a divizat în două părți în anul 395. Imperiul Roman de Apus, sub presiunea invaziilor barbare, s-a dizolvat în cele din urmă în 476, când ultimul său împărat a fost detronat de căpetenia germanică Odoacru, în timp ce Imperiul Roman de Răsărit a mai supraviețuit încă aproape o mie de ani.

### Evul Mediu

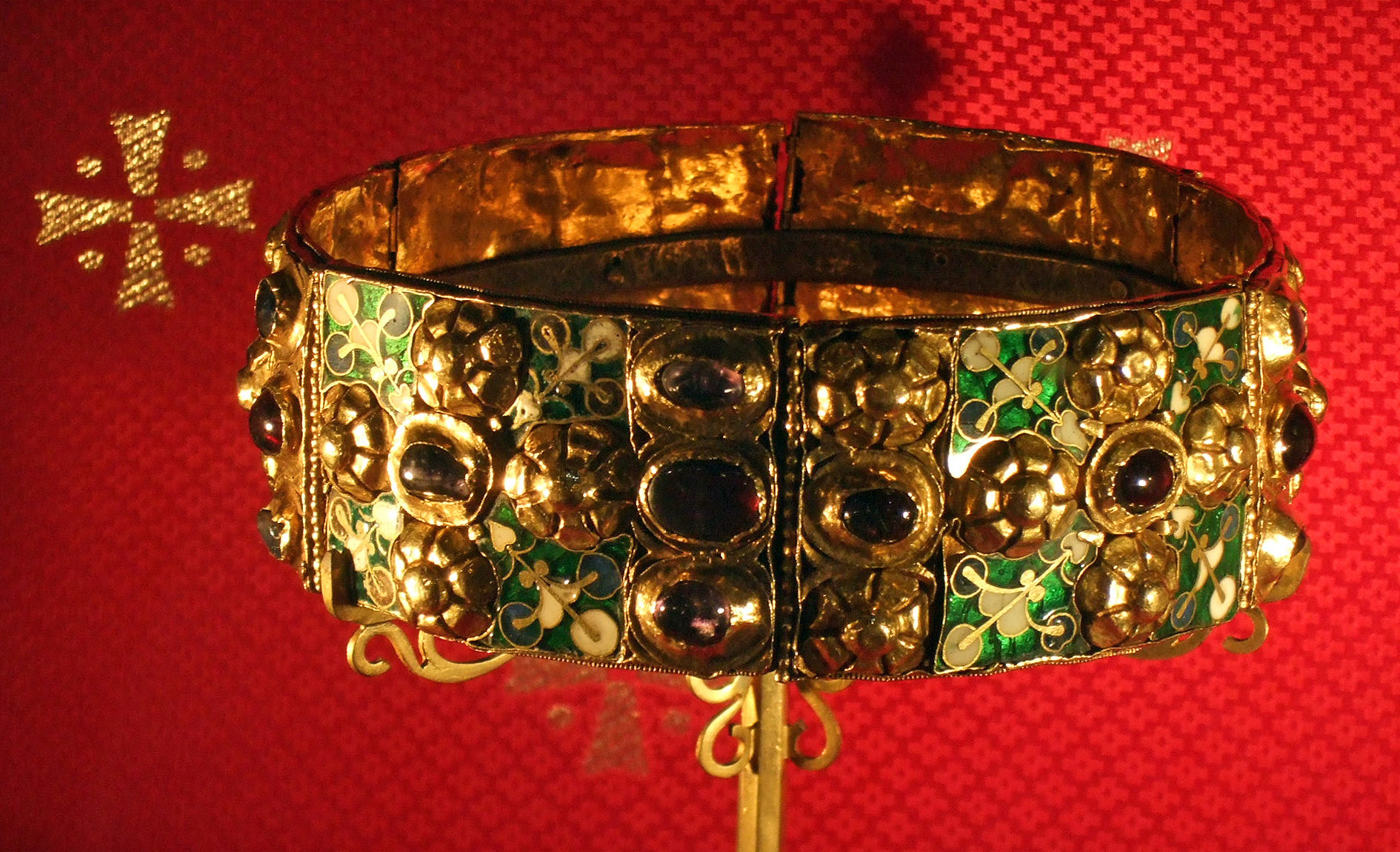
Coroana de Fier a Lombardiei, simbol al regilor Italiei timp de multe secole.

După căderea Imperiului Roman, Italia a fost cucerită de ostrogoți, urmați în secolul al VI-lea de o scurtă recucerire de către împăratul bizantin Iustinian. Invazia unui alt trib germanic, lombarzii, spre sfârșitul aceluiași secol, a redus prezența bizantină la câteva fragmente teritoriale izolate (Exarhatul de Ravenna) și a dus la începutul sfârșitului unității politice a peninsulei pentru următorii 1.300 de ani. Regatul lombard a fost ulterior absorbit de Imperiul Franc al lui Carol cel Mare la sfârșitul secolului al VIII-lea. Francii au contribuit și la formarea Statului Papal în Italia centrală. Până în secolul al XIII-lea, politica italiană a fost dominată de relațiile dintre împărații Sfântului Imperiu Roman și papalitate, majoritatea orașelor-state italiene implicându-se în conflict, fie de partea primului (ghibelinii) fie de partea celei de a doua (guelfii) după cum le convenea pe moment.

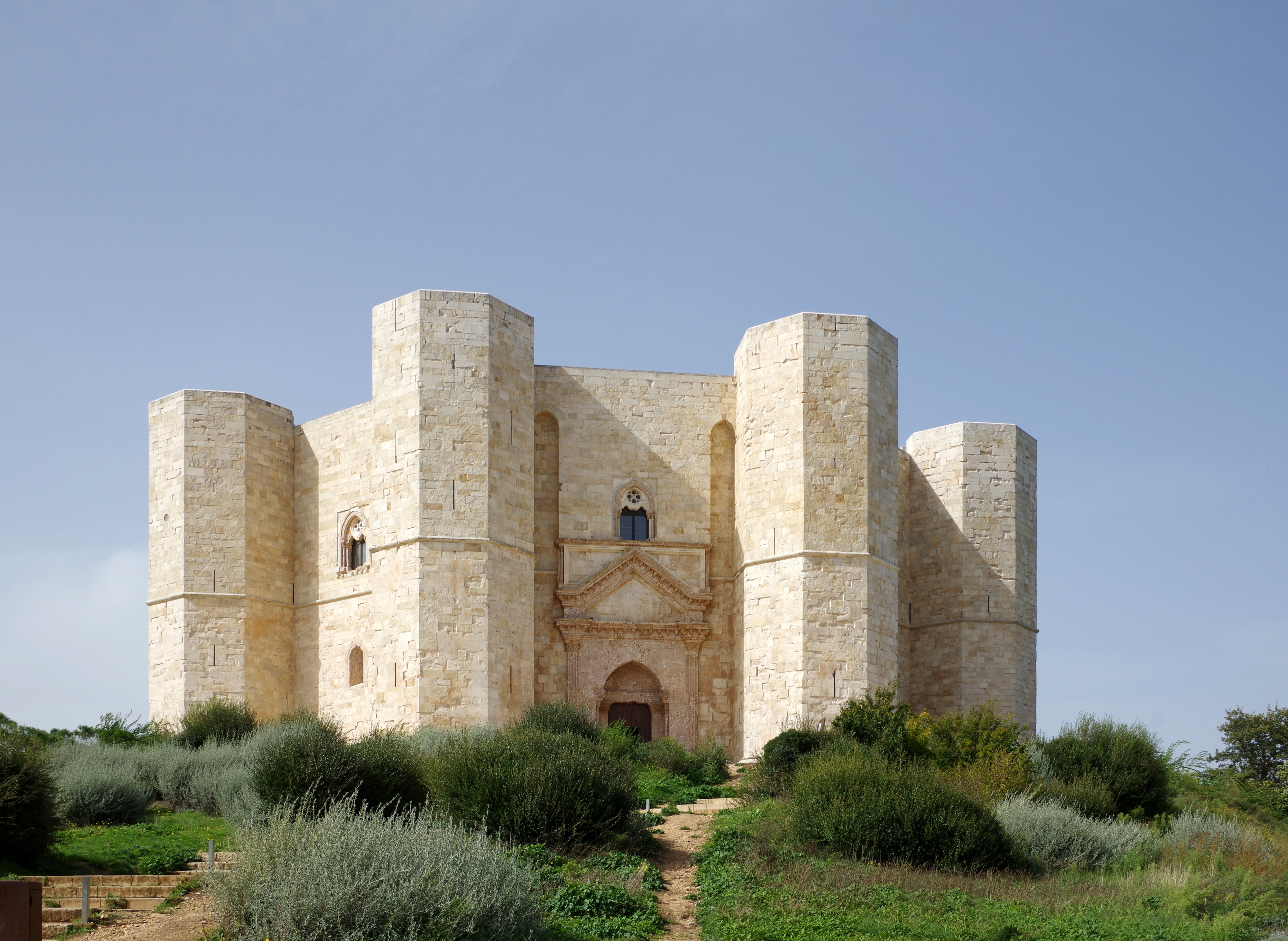
Castel del Monte, construit de împăratul german Frederick al II-lea.

În această epocă haotică, în Italia a apărut o instituție caracteristică ei, comuna medievală⁠(en)[traduceți]. Dat fiind vidul de putere produs de fragmentarea teritorială extremă și de lupta dintre Imperiu și Sfântul Scaun, comunitățile locale au căutat să-și afirme autonomia pentru a restaura legea și ordinea. În 1176, Liga Lombardă, o asociație de orașe-stat, l-a învins pe împăratul german Frederic Barbarossa în bătălia de la Legnano, asigurând practic independența a mare parte dintre orașele din Italia nordică și centrală. În zonele sudice și de coastă, orașele-stat-porturi s-au constituit în republici maritime, cele mai cunoscute fiind Veneția, Genova, Pisa și Amalfi. Ele s-au implicat mult în cruciade, au ajuns să domine Mediterana și să monopolizeze rutele comerciale către Orient.
În sud, Sicilia devenise emirat islamic în secolul al IX-lea, înflorind până când a fost cucerită de italo-normanzi la sfârșitul secolului al XI-lea împreună cu mare parte din principatele lombarde și bizantine din Italia sudică. Printr-un șir complex de evenimente, Italia sudică s-a dezvoltat ca regat unitar, la început sub dinastia Hohenstaufen, și apoi sub dinastia capețiană de Anjou și, începând cu secolul al XV-lea, cu dinastia de Aragon. În Sardinia, fostele provincii bizantine au devenit state independente denumite Giudicati⁠(en)[traduceți], deși unele părți din insulă s-au aflat sub control genovez sau pisan până la cucerirea sa de către Aragon în secolul al XV-lea. Pandemia Moartea Neagră din 1348 și-a lăsat amprenta asupra Italiei ucigând poate o treime din populație. Recuperarea din ravagiile făcute de ciumă a dus la o resurgență a orașelor, a comerțului și economiei, ceea ce a permis înflorirea umanismului și Renașterii, curente care s-au răspândit apoi în toată Europa.

### Începutul Epocii Moderne

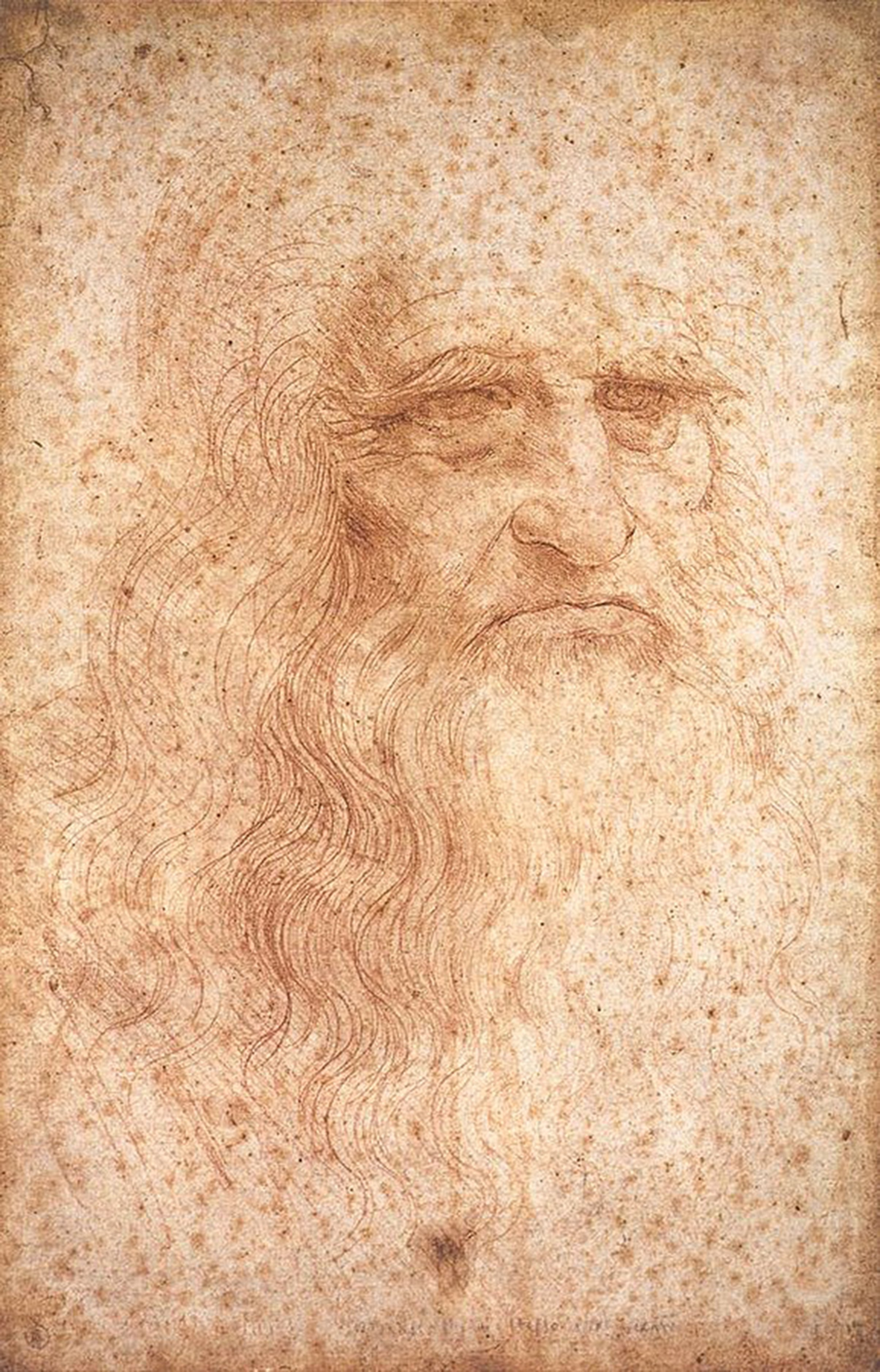
Leonardo da Vinci, modelul de om renascentist (autoportret, c. 1512).

În secolele al XIV-lea și al XV-lea, Italia centrală și de nord a fost împărțită în mai multe orașe-state aflate în război, restul peninsulei fiind ocupată de Statul Papal și de Regatul Siciliei, ultimul denumit și Neapole. Cele mai puternice dintre aceste orașe-stat absorbeau teritoriile înconjurătoare dând naștere unor seniorii, state regionale adesea conduse de puternice familii de negustori care înființau dinastii locale. Războaiele între orașele-state erau foarte frecvente, și se duceau în principal cu armate de mercenari denumiți condottieri, bande de soldați aduși din toată Europa, mai ales germani și elvețieni, cu comandanți italieni. Deceniile de lupte au dus în cele din urmă la apariția Florenței, Milanului și Veneției ca actori dominanți, semnatari în 1454 ai păcii de la Lodi⁠(en)[traduceți], prin care s-a instaurat un calm relativ în regiune pentru prima oară după multe secole. Pacea avea să dureze circa patruzeci de ani.
Renașterea, o perioadă de viguroasă revigorare a artelor și culturii, și-a avut originea în Italia datorită mai multor factori, cum ar fi marile avuții acumulate de marile târguri, patronajul familiilor dominante, ca familia Medici din Florența, și migrația cărturarilor greci⁠(en)[traduceți] care au adus în Italia texte antice după căderea Constantinopolului în mâinile turcilor otomani. Renașterea italiană și-a avut apogeul la jumătatea secolului al XVI-lea, invaziile străine aruncând regiunea în tumultul Războaielor Italiene. Ideile și idealurile Renașterii s-au răspândit însă rapid în Europa de Nord⁠(en)[traduceți], Franța⁠(en)[traduceți], Anglia și în mare parte din Europa. Între timp, descoperirea Americii de către Columb și a noilor rute către Asia de către navigatorii portughezi, coroborate cu ascensiunea Imperiului Otoman, au erodat dominația exercitată de negustorii italieni și de republicile maritime asupra comerțului cu Orientul, ceea ce a produs un declin economic accentuat al peninsulei.
După Războaiele Italiene (1494–1559), declanșate de rivalitatea între Franța și Spania, orașele-stat și-au pierdut treptat independența și au căzut sub dominație străină, mai întâi spaniolă (între 1559 și 1713) și apoi austriacă (între 1713 și 1796). În 1629–1631, o nouă epidemie de ciumă a ucis circa 14% din populația Italiei. Pe lângă aceasta, Imperiul Spaniol a început să decadă în secolul al XVII-lea, și la fel și posesiunile acestuia în Neapole, Sicilia, Sardinia și Milano. În particular, Italia sudică a sărăcit și a fost deconectată de evenimentele importante din Europa. În secolul al XVIII-lea, ca urmare a Războiului Succesiunii Spaniole, Austria a luat locul Spaniei ca putere străină dominantă, iar Casa de Savoia a devenit putere regională, extinzându-și puterea în Piemont și Sardinia. În același secol, declinul de două sute de ani a fost întrerupt prin reforme economice și administrative efectuate în mai multe state de către elitele dominante. În timpul Războaielor Napoleoniene, Italia nordică și centrală au fost invadate și reorganizate ca un nou Regat al Italiei, un stat clientelar al Imperiului Francez, în timp ce jumătatea sudică a peninsulei a intrat sub administrația lui Joachim Murat, cumnatul lui Napoleon, care a fost încoronat rege al Neapolelui. Congresul de la Viena din 1814 a restaurat situația de la sfârșitul secolului al XVIII-lea, dar idealurile Revoluției Franceze nu au putut fi eradicate, și au reapărut la suprafață în timpul frământărilor politice care au caracterizat prima parte a secolului al XIX-lea.

### Unificarea Italiei, regimul liberal și participarea la Primul Război Mondial

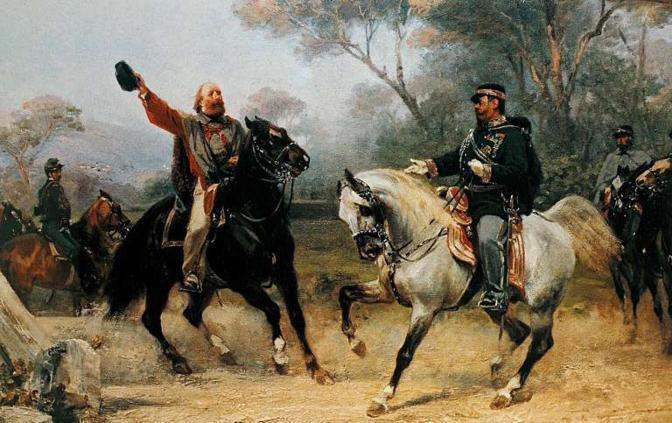
Legendara „strângere de mână de la Teano” între Giuseppe Garibaldi și Victor Emmanuel al II-lea: la 26 octombrie 1860, „Eroul a Două Lumi” a renunțat la speranțele sale republicane de dragul unității italiene.

Nașterea Regatului modern al Italiei a fost consecința eforturilor naționaliștilor italieni și monarhiștilor loiali Casei de Savoia pentru a înființa un regat unit care să cuprindă întreaga Peninsulă Italică. În contextul revoluțiilor liberale din 1848 care s-au răspândit în întreaga Europă, Austriei i s-a declarat război. Acest Prim Război pentru Independența Italiei⁠(en)[traduceți] a fost pierdut de Regatul Sardiniei, dar a fost clar că acesta nu poate reuși să obțină de unul singur unificarea și independența teritoriilor italiene. În 1859 Sardinia a atacat din nou Imperiul Austriac, de această dată aliat cu Franța în al Doilea Război pentru Independența Italiei, de această dată reușind să elibereze Lombardia, cu Giuseppe Garibaldi înlăturând monarhia bourbonă în sud.
În 1860–1861 generalul Giuseppe Garibaldi s-a aflat în fruntea mișcării pentru unificare în Neapole și Sicilia, permițând guvernului sard condus de contele de Cavour să proclame regatul Italiei la 17 martie 1861. În 1866 Victor Emmanuel al II-lea s-a aliat cu Prusia în Războiul Austro-Prusac. Armata imperială austriacă, alcătuită și din efectivele Regimentului 50 de Infanterie din Alba Iulia, a învins armata italiană în Bătălia de la Custozza. Deși învinsă pe câmpul de luptă, Italia a reușit de această dată să anexeze Veneto pe cale diplomatică. În cele din urmă, după ce Franța și-a abandonat garnizoanele din Roma în urma dezastruosului Război Franco-Prusac din 1870, italienii s-au grăbit să umple vidul de putere ocupând Statul Papal.
Statutul Albertin⁠(en)[traduceți] piemontez din 1848, extins la nivelul întregului Regat al Italiei în 1861, dădea cetățenilor libertăți de bază, dar legile electorale excludeau de la vot clasele needucate și fără proprietăți. Guvernarea noului regat se înfăptuia în contextul unei monarhii constituționale, dominate de forțe liberale. În 1913, a fost adoptat votul universal pentru bărbați. Italia nordică s-a industrializat rapid, dar sudul și zonele rurale ale nordului au rămas subdezvoltate și suprapopulate, ceea ce a obligat milioane de oameni să emigreze în străinătate, în timp ce Partidul Socialist Italian⁠(en)[traduceți] își mărea constant forța, contestând stabilimentul tradițional liberal și conservator. Începând cu ultimele două decenii ale secolului al XIX-lea, Italia s-a transformat într-o putere colonială, profitând de slăbiciunea Imperiului Otoman muribund și preluând controlul asupra Somaliei, Eritreei și apoi Libiei și Insulelor Dodecaneze.

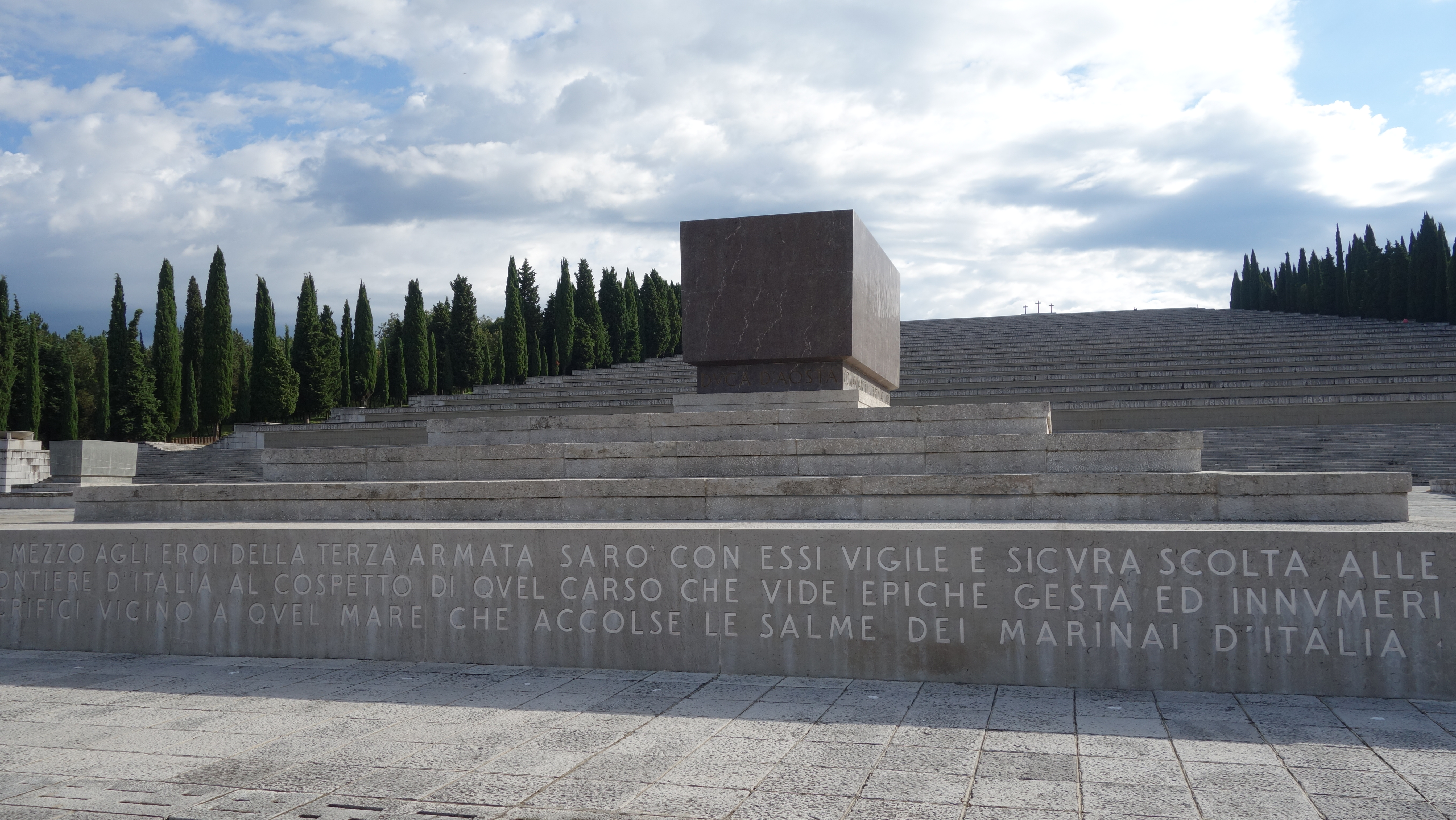
Cimitirul militar de la Redipuglia, unde odihnesc circa 100.000 de soldați italieni. Peste 650.000 au murit pe câmpurile de bătălie ale Primului Război Mondial.

Italia, aliată nominal cu Imperiul German și cu Austro-Ungaria în Tripla Alianță, a refuzat să intre în Primul Război Mondial în 1914 de partea acestora, deoarece considera că alianța este una defensivă. În cele din urmă, în 1915, ea s-a alăturat Antantei după ce i s-au promis teritorii importante, inclusiv Carniola Interioară⁠(en)[traduceți], fostul Litoral Austriac, Dalmația precum și părți din Imperiul Otoman. Participarea Italiei nu a adus la început rezultatele dorite, armata italiană împotmolindu-se într-un îndelungat război de uzură în Alpi, înaintând foarte puțin și suferind pierderi grele. În cele din urmă, în contextul prăbușirii totale a Austriei și Germaniei în octombrie 1918, italienii au lansat o ofensivă masivă, culminând cu victoria în bătălia de la Vittorio Veneto. Victoria italiană a marcat sfârșitul războiului pe Frontul Italian, a contribuit la dizolvarea Imperiului Austro-Ungar și la sfârșitul războiului după două săptămâni.
În timpul războiului, peste 650.000 de soldați italieni și tot atâția civili au murit iar regatul a ajuns în pragul falimentului. În urma tratatelor de pace de la Saint-Germain, Rapallo⁠(en)[traduceți] și Roma⁠(en)[traduceți], Italia a obținut mare parte din teritoriile promis, dar nu și Dalmația (cu excepția Zarei), ceea ce a permis naționaliștilor să descrie victoria ca fiind una „mutilată”. Italia a anexat de la Ungaria și portul Fiume, care nu făcea parte din teritoriile promise la Londra, dar fusese ocupată după sfârșitul războiului de către Gabriele D'Annunzio.

### Regimul fascist
Agitațiile socialiste⁠(en)[traduceți] care au urmat devastărilor războiului erau inspirate de Revoluția Rusă și au provocat agitație și anarhie în toată Italia. Clasa politică liberală se temea de o revoluție de tip sovietic, și a început să se ralieze de partea micului Partid Național Fascist, condus de Benito Mussolini. În octombrie 1922, „cămășile negre” fasciste au încercat o lovitură de stat („Marșul asupra Romei”). Lovitura de stat propriu-zisă a eșuat, dar în ultimul moment regele Victor Emmanuel al III-lea a refuzat să proclame starea de asediu și l-a numit pe Mussolini prim ministru. În următorii ani, Mussolini a interzis toate partidele politice și a restrâns libertățile personale, instaurând dictatura. Aceste acțiuni au atras atenția opiniei publice internaționale, și au inspirat dictaturi similare în Germania Nazistă și în Spania Franchistă.
În 1935, Mussolini a invadat Etiopia, izolând țara pe plan internațional și retrăgând-o din Societatea Națiunilor. Ca urmare, Italia s-a aliat cu Germania Nazistă și cu Imperiul Japonez și l-a susținut pe Francisco Franco în Războiul Civil Spaniol. În 1939, Italia a anexat Albania⁠(en)[traduceți], care era de facto protectorat italian încă de la independența sa. Italia a intrat în al Doilea Război Mondial la 10 iunie 1940. După ce la început a înaintat în Somalilandul Britanic și în Egipt, italienii au suferit înfrângeri grele pierzându-și cele mai bune divizii în Grecia, în Rusia și în Africa de Nord.
Sicilia a fost apoi invadată de Aliați în iulie 1943, ceea ce a dus la prăbușirea regimului fascist și la căderea lui Mussolini la 25 iulie. La 8 septembrie 1943, Italia a capitulat. Germanii au reușit pentru scurt timp să cucerească Italia nordică și centrală. Țara a rămas câmp de luptă tot restul războiului.
În nord, germanii au proclamat Republica Socială Italiană (RSI), un stat-marionetă nazist, condus de Mussolini. Perioada de după armistițiu a adus apariția mișcării antifasciste de rezistență, denumită Resistenza. Ostilitățile au luat sfârșit la 29 aprilie 1945, când forțele germane din Italia au capitulat. Aproape jumătate de milion de italieni (inclusiv civili) au murit în conflict, iar economia italiană fusese aproape distrusă; venitul pe cap de locuitor în 1944 era la minimul secolului al XX-lea.

### Italia republicană

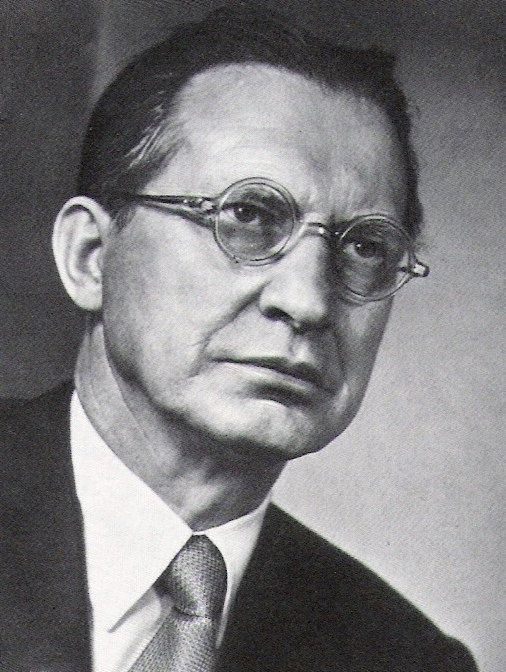
Alcide De Gasperi, primul șef de guvern republican al Italiei, unul dintre en ai Uniunii Europene.

Italia a devenit republică după un referendum ținut la 2 iunie 1946, zi sărbătorită de atunci ca „Ziua Republicii”. A fost pentru prima oară când femeile italiene au avut drept de vot. Fiul lui Victor Emmanuel al III-lea, Umberto al II-lea, a fost obligat să abdice și să plece în exil. Constituția republicană a fost aprobată la 1 ianuarie 1948. În urma tratatului de pace din 1947, mare parte din Veneția Iuliană⁠(en)[traduceți] a fost cedată Iugoslaviei și s-a înființat o structură statală neutră, denumită Teritoriul Liber Trieste⁠(en)[traduceți], care a fost în 1954 împărțit între cele două țări. Italia și-a pierdut și posesiunile coloniale.
Temerile electoratului italian de o posibilă preluare a puterii de către comuniști s-au dovedit cruciale pentru rezultatul alegerilor din 18 aprilie 1948, câștigate detașat de creștin-democrații lui Alcide De Gasperi. Ca urmare, în 1949 Italia a devenit membră fondatoare a NATO. Planul Marshall a contribuit la refacerea economiei italiene care, până la sfârșitul anilor 1960, s-a bucurat de o perioadă de creștere economică susținută denumită „Miracolul Economic”. În 1957, Italia a devenit membră fondatoare a Comunității Economice Europene (CEE), care avea în 1993 să devină Uniunea Europeană (UE).
Începând cu sfârșitul anilor 1960 și până la începutul anilor 1980, țara a trecut prin așa-numiții Ani de Plumb, perioadă caracterizată de criză economică (mai ales după criza petrolului din 1973), conflicte sociale pe scară largă și masacre teroriste comise de grupări extremiste rivale, cu presupusa implicare a serviciilor de informații american și sovietic. Anii de Plumb au culminat cu asasinarea liderului creștin-democrat Aldo Moro în 1978 și cu masacrul din gara Bologna din 1980, în care au murit 85 de oameni.
În anii 1980, pentru prima oară după 1945, au fost două guverne conduse de premieri care nu erau creștin-democrați: unul liberal (Giovanni Spadolini) și unul socialist (Bettino Craxi); creștin-democrații au rămas, însă, principalul partid parlamentar. În timpul guvernului lui Craxi, economia și-a revenit și Italia a devenit a cincea cea mai mare economie industrializată din lume, fiind primită în grupul G7. Ca urmare a cheltuielilor publice făcute atunci, datoria publică a Italiei a depășit 100% din PIB.
La începutul anilor 1990, Italia s-a confruntat cu provocări importante, alegătorii – nemulțumiți de paralizia politică, de datoria publică uriașă și de corupția endemică (sistem denumit Tangentopoli⁠(en)[traduceți]) descoperită de anchetele Mani pulite⁠(en)[traduceți] – au cerut reforme radicale. Scandalurile au implicat toate marile partide, dar mai ales pe cele din coaliția de guvernare: creștin-democrații, care guvernau de aproape 50 de ani, au trecut printr-o criză gravă partidul ajungând să se desființeze, divizându-se în câteva facțiuni. Comuniștii s-au reorganizat ca o forță social-democrată.
În deceniile anilor 1990 și 2000, au alternat guverne de centru-dreapta (dominate de magnatul media Silvio Berlusconi) și de centru-stânga (în frunte cu profesorul universitar Romano Prodi), țara intrând într-o perioadă prelungită de stagnare economică. În 2008, Italia a fost lovită de recesiune, înregistrând din 2008 până în 2015 42 de luni de contracție a PIB. Criza economică a fost una dintre principalele probleme care l-au forțat pe Berlusconi să demisioneze în 2011. Guvernul premierului conservator a fost înlocuit cu cabinetul de tehnocrați al lui Mario Monti. În aprilie 2013, după alegerile generale, vicesecretarul Partidului Democrat Enrico Letta a format un nou guvern în fruntea unei coaliții de uniune națională; dar în urma tensiunilor cu noul secretar al PD Matteo Renzi, Letta a demisionat la 14 februarie 2014 și a fost înlocuit la 22 februarie cu Renzi, care a anunțat că va promova reforme constituționale importante, cum ar fi trecerea la parlament unicameral și o nouă lege electorală.

## Geografie

Hartă fizică a Italiei

Italia se află în Europa de Sud, între paralelele de 35° și 47° latitudine nordică, și între meridianele de 6° și 19° longitudine estică. La nord, Italia se învecinează cu Franța, Elveția, Austria și Slovenia, fiind delimitată în principal de lanțul Munților Alpi, cuprinzând Valea Padului și Câmpia Venețiană⁠(en)[traduceți]. La sud, ea cuprinde în întregime Peninsula Italică și două mari insule mediteraneene — Sicilia și Sardinia — alături de numeroase alte insulițe. Statele suverane San Marino și Vatican sunt enclave în Italia, în timp ce Campione d'Italia este o exclavă italiană în Elveția.
Aria totală a țării este de 301.340 km², dintre care 294.140 km² este uscat și 7.200 km² este apă. Incluzând și insulele, Italia are 7.600 km de coastă și frontieră, cu 740 km de coastă la Mările Adriatică, Ionică și Tireniană. Are frontiere terestre cu Franța (476 km), Austria (404 km), Slovenia (218 km) și Elveția (698 km). San Marino (37 km) și Vatican (3,4 km), ambele enclave, reprezintă restul de lungime de frontieră. Italia are în total 1.836,4 km² de graniță terestră.
Munții Apenini formează coloana vertebrală a peninsulei și Alpii formează frontiera nordică, unde se află și cel mai înalt punct al Italiei, Mont Blanc (4.810 m). Padul, cel mai lung curs de apă din Italia (652 km), curge din Alpi de la frontiera vestică cu Franța și traversează Câmpia Padului în drumul său spre Marea Adriatică.
Cele mai mari cinci lacuri sunt: Garda (367,94 km²), Maggiore (212,51 km², pe granița cu Elveția), Como (145,9 km²), Trasimeno (124,29 km²) și Bolsena (113,55 km²).

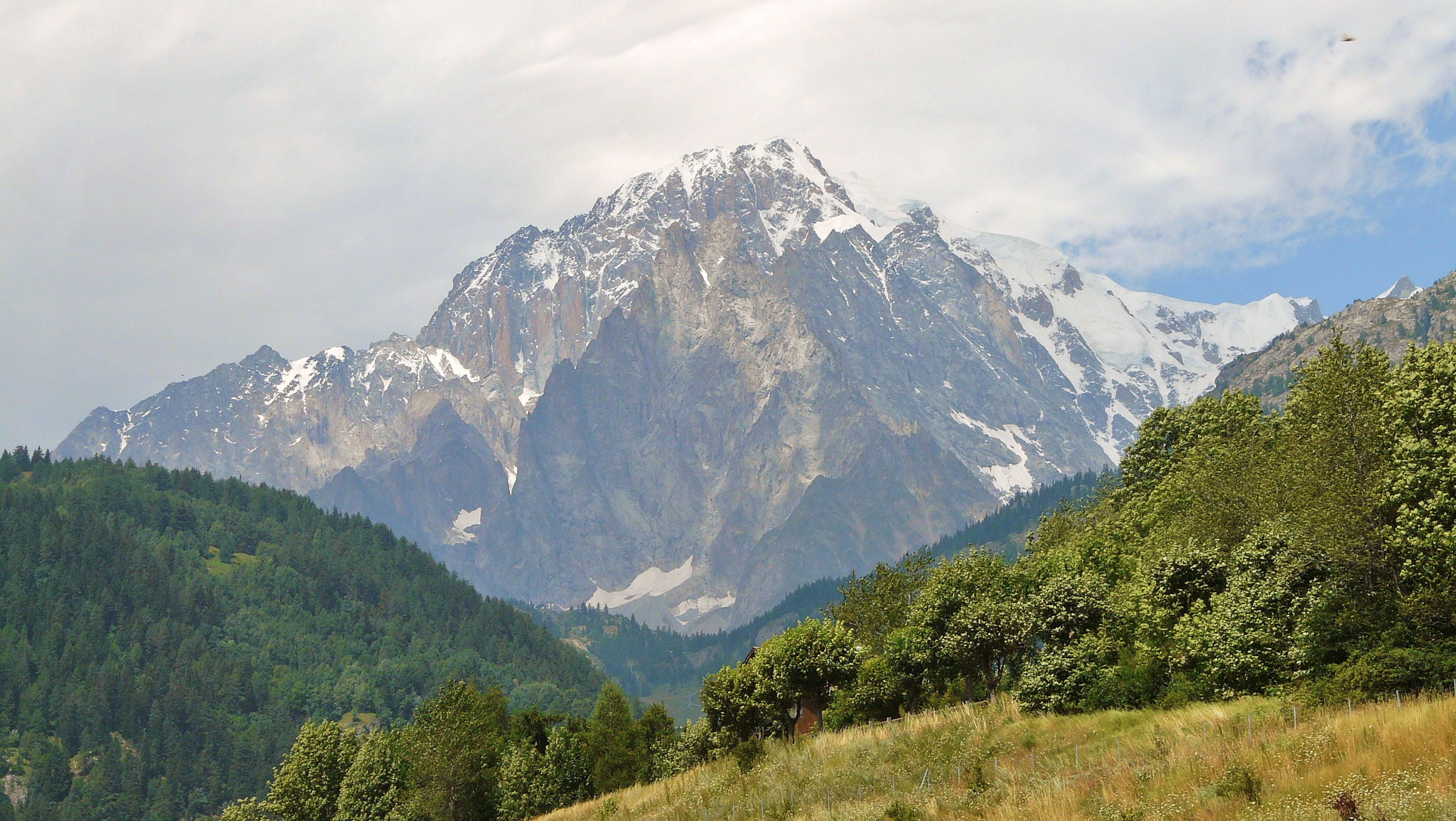
Mont Blanc, aflat pe frontiera franco-italiană, este cel mai înalt vârf din Uniunea Europeană.

Țara se află la punctul de întâlnire între Placa Eurasiatică și Placa Africană, ceea ce conduce la o activitate seismică și vulcanică susținută. În Italia sunt 14 vulcani, dintre care patru sunt activi: Etna, Stromboli, Vulcano și Vezuviu. Vezuviul este singurul vulcan activ din Europa continentală și este celebru pentru erupția sa care a distrus orașele Pompeii și Herculanum. Activitatea vulcanică a condus la apariția mai multor insule și dealuri, și există încă o caldeiră vulcanică activă mare, Campi Flegrei, la nord-vest de Napoli.
Deși țara cuprinde Peninsula Italică și mare parte din bazinul Alpin sudic, o parte din teritoriul Italiei se extinde dincolo de acest bazin și unele insule sunt aflate în afara platoului continental eurasiatic. Aceste teritorii sunt comunele: Livigno, Sesto, San Candido, Dobbiaco (parțial), Chiusaforte, Tarvisio, Curon Venosta (parțial), aflate în bazinul hidrografic al Dunării, în timp ce Val di Lei constituie parte a bazinului Rinului, iar insulele Lampedusa și Lampione se află pe platoul continental african.

### Mediul

Hartă a parcurilor naționale din Italia.

După rapida industrializare, Italiei i-a luat mult timp până a început să abordeze problematica mediului. După mai multe ameliorări, a ajuns să se claseze în 2010 pe locul 84 în lume la sustenabilitate ecologică. Parcurile naționale acoperă circa 5% din suprafața țării. În ultimul deceniu, Italia a devenit unul dintre cei mai mari producători mondiali de energie regenerabilă, clasându-se pe locul al patrulea în lume după capacitatea instalată de producție de energie solară și pe locul al șaselea la capacitatea de producție de energie eoliană. Energiile regenerabile reprezintă astăzi 12% din consumul primar total și final de energie, autoritățile fixându-și un obiectiv de 17% pentru anul 2020.

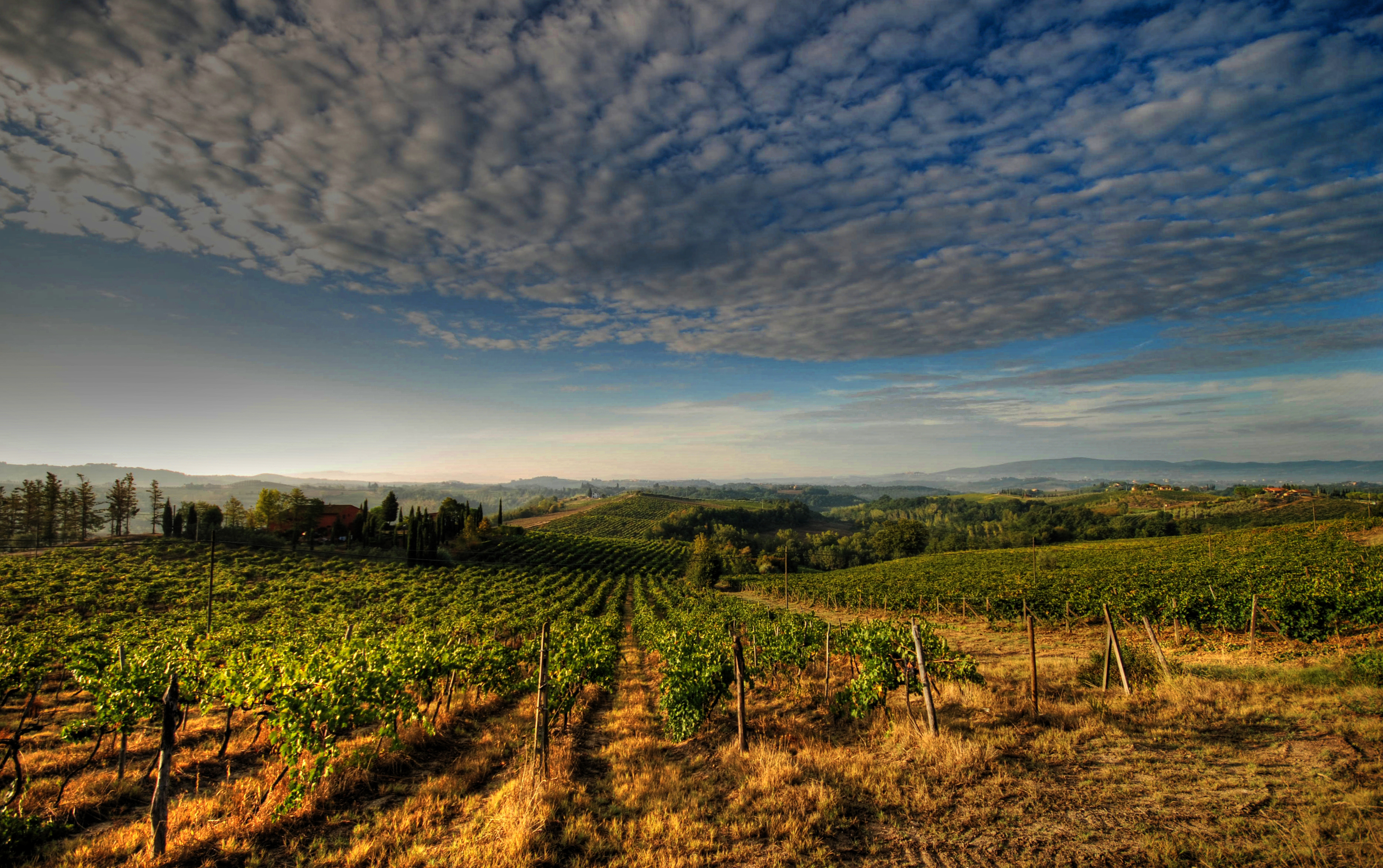
Peisaj deluros în Toscana.

Poluarea aerului rămâne însă o problemă gravă, mai ales în nordul industrializat, țara ajungând în anii 1990 să aibă al zecelea nivel din lume de emisii industriale de dioxid de carbon. Astăzi, Italia este al doisprezecelea cel mai mare producător de dioxid de carbon.
Traficul rutier și congestia sa în zonele metropolitane continuă să producă grave probleme de sănătate și de mediu, chiar dacă concentrațiile de smog s-au redus dramatic din anii 1970 și 1980, iar prezența smogului devine un fenomen din ce în ce mai rar și nivelele de dioxid de sulf sunt în scădere.
Numeroase cursuri de apă și zone de coastă au fost și ele contaminate de activitatea industrială și agricolă și, din cauza creșterii nivelului apelor, Veneția a fost inundată în mod repetat în ultimii ani. Deșeurile provenite din activități industriale nu sunt evacuate întotdeauna prin mijloace legale și au produs efecte permanente asupra sănătății locuitorilor zonelor afectate, așa cum este cazul cu dezastrul de la Seveso. Țara a avut și câțiva reactori nucleari între 1963 și 1990 dar, în urma accidentului de la Cernobîl și a unui referendum pe această temă⁠(en)[traduceți], programul nuclear a fost oprit, decizie asupra căreia guvernul a revenit în 2008, cu planuri de a construi până la patru reactori nucleari cu tehnologie franceză. Aceștia au fost și ei anulați după un referendum convocat în urma accidentului nuclear de la Fukushima.
Despăduririle, proiectele imobiliare ilegale și politicile de gestiune a resurselor funciare au condus la o importantă eroziune în zonele montane ale Italiei, care s-a manifestat prin dezastre ecologice majore, ca scurgerea din Barajul Vajont⁠(en)[traduceți] din 1963, și scurgerile de noroi de la Sarno din 1998 și de la Messina din 2009.

### Clima

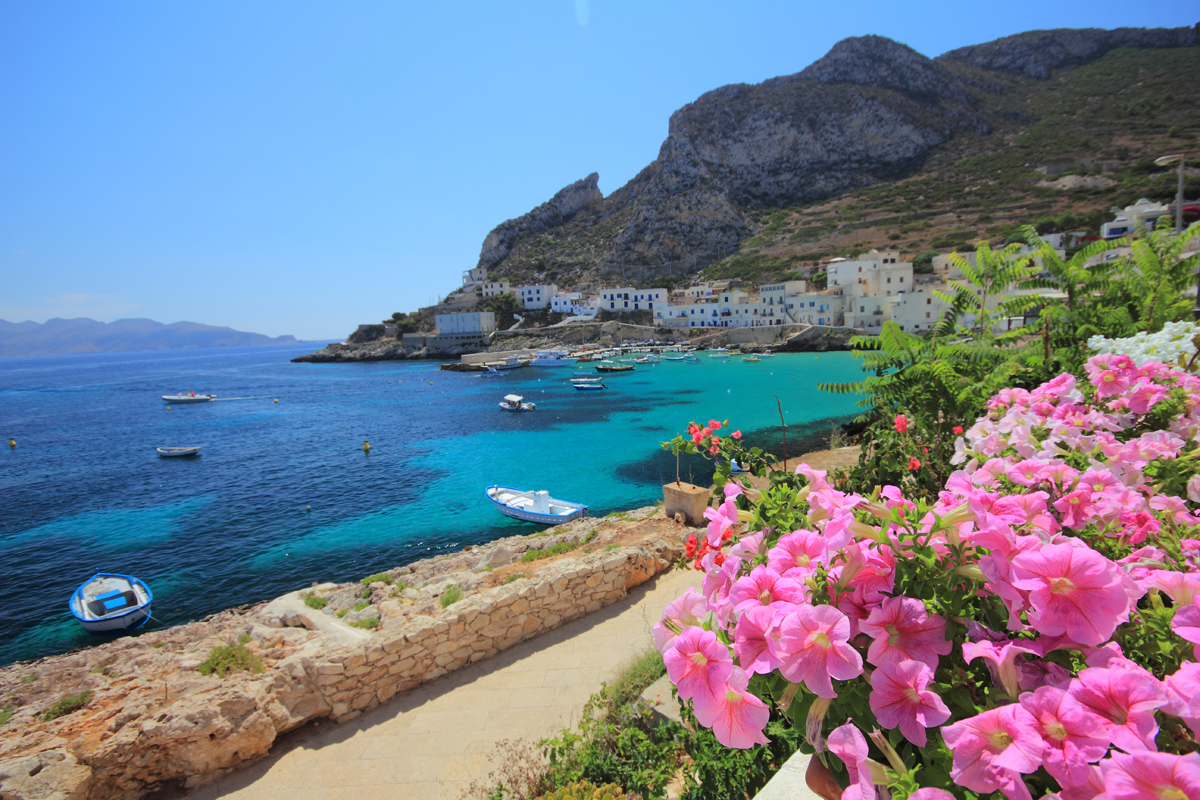
Italia de sud are climă mediteraneană.

Datorită întinderii mari pe longitudine și datorită configurației interne predominant montane, clima Italiei este deosebit de diversă. În mare parte din regiunile nordice și centrale continentale, clima are caracteristici de la subtropicale umede până la continentale umede și oceanice. În particular, clima văii Padului este predominant continentală, cu ierni geroase și veri călduroase.
Zonele de coastă din Liguria, Toscana și mare parte din sud se potrivesc cel mai bine stereotipului de climă mediteraneană (Csa în Clasificarea climatică Köppen). Condițiile climatice din zonele peninsulare de coastă pot fi foarte diferite de cele ale zonelor mai înalte și ale văilor din interior, în special în lunile de iarnă, când la altitudinile mai înalte tinde să fie mai rece, mai umed și adesea să cadă zăpadă mai abundentă. Regiunile de coastă au ierni blânde și veri în general uscate, deși în văi și în câmpii, vara tinde să fie călduroasă. Temperaturile medii pe timp de iarnă variază de la 0 °C în Alpi până la
12 °C în Sicilia, iar mediile pe timp de vară se încadrează între 20–30 °C.

## Politică
Din 2 iunie 1946, Italia este republică parlamentară unitară; la acea dată, monarhia a fost abolită în urma unui referendum constituțional. Președintele Italiei (Presidente della Repubblica), actualmente Sergio Mattarella din 2015, este șeful de stat al Italiei. El este ales în funcție pentru un mandat unic, de șapte ani, de către camerele Parlamentului reunite în ședință comună. Italia are o constituție democratică, elaborată de Adunarea Constituantă formată de forțele antifasciste care au contribuit la înfrângerea fasciștilor și naziștilor în Războiul Civil Italian.

### Guvernul

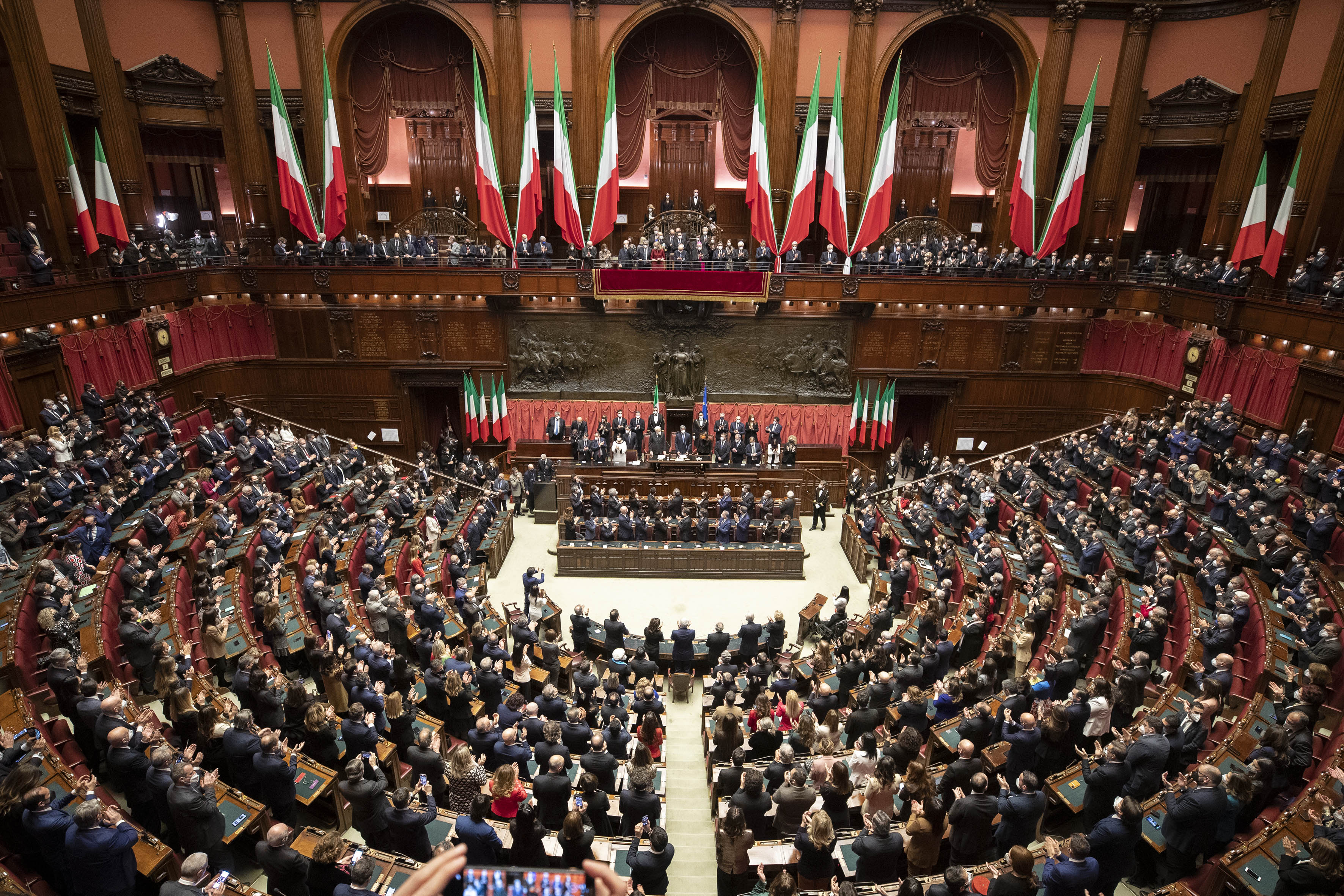
en, sediul Camerei Deputaților.

Italia are un sistem de guvernare parlamentar, bazat pe un sistem de vot cu reprezentare proporțională. Parlamentul este bicameral, dar cele două camere, Camera Deputaților (cu sediul în Palazzo Montecitorio⁠(en)[traduceți]) și Senatul⁠(en)[traduceți] (cu sediul în Palazzo Madama⁠(en)[traduceți]), au aceleași puteri. Primul ministru, denumit Presidente del Consiglio dei Ministri, este șeful guvernului. Primul ministru și cabinetul său sunt numiți de către președinte, dar trebuie să obțină votul de încredere al Parlamentului.
Deși organizarea guvernării este similară cu cea a majorității sistemelor parlamentare, primul ministru italian are mai puțină autoritate ca omologii săi din alte republici parlamentare. Primul ministru nu poate cere dizolvarea Parlamentului și nu poate demite miniștri (acestea fiind prerogative exclusive ale președintelui) și are nevoie de un vot de aprobare din partea Consiliului de Miniștri—deținătorul puterii executive efective—pentru majoritatea activităților politice.
O particularitate a Parlamentului Italiei este reprezentarea acordată cetățenilor italieni cu domiciliul în străinătate: 12 deputați și șase senatori aleși în patru circumscripții distincte ale diasporei. Senatul Italian este și el caracterizat de existența unui număr mic de senatori pe viață⁠(en)[traduceți], numiți de președinte „pentru merite patriotice deosebite în domeniile social, științific, artistic sau literar”. Foștii președinți sunt senatori pe viață din oficiu.
Cele trei mari partide politice ale Italiei sunt Partidul Democrat, Forza Italia și Mișcarea Cinci Stele. La alegerile generale din 2013, aceste trei partide au câștigat 579 de locuri din cele 630 disponibile în Camera Deputaților și 294 din 315 în Senat. Mare parte din restul locurilor au fost obținute de o platformă efemeră care îl susținea pe fostul prim ministru Mario Monti, de partidul de extremă stânga Stânga, Ecologie, Libertate sau de partidele ce participă la alegeri doar în anumite regiuni ale Italiei: Liga Nordului, Partidul Popular din Tirolul de Sud⁠(en)[traduceți], Vallée d'Aoste⁠(en)[traduceți] și Marele Sud⁠(en)[traduceți]. La 15 noiembrie 2013, 58 de parlamentari demisionari din Forza Italia au înființat Noul Centru-Dreapta.

### Justiția

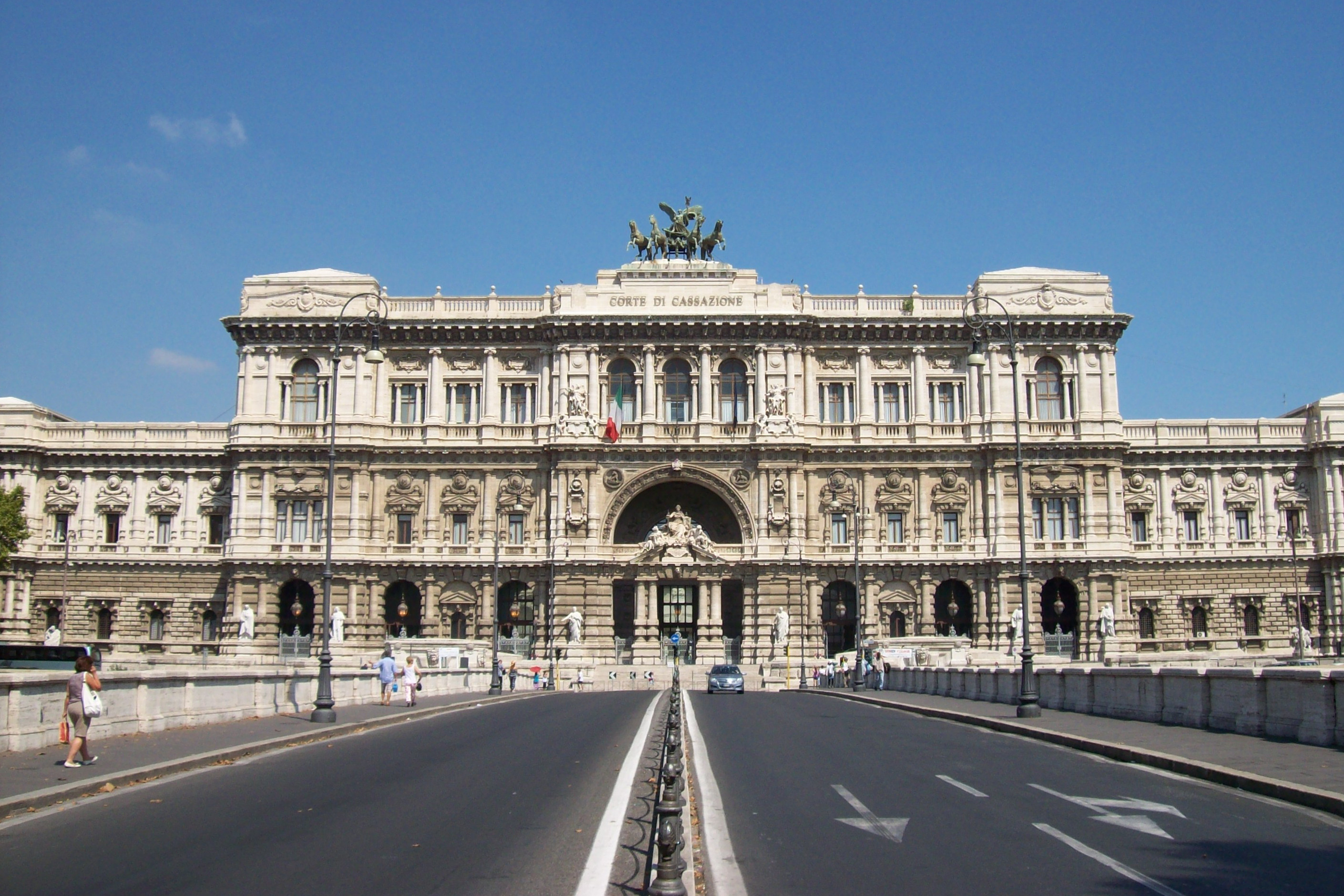
en.

Sistemul juridic italian se bazează pe dreptul roman, modificat de codul napoleonian și de statutele ulterioare. Curtea Supremă de Casație⁠(en)[traduceți] este cea mai înaltă instanță din Italia pentru apeluri în cazuri civile și penale. Curtea Constituțională a Italiei (Corte Costituzionale) decide cu privire la constituționalitatea legilor și este o inovație postbelică.
De la apariția lor la jumătatea secolului al XIX-lea, criminalitatea organizată⁠(en)[traduceți] a infiltrat viața economică și socială a multor regiuni din sudul țării, cea mai notorie fiind Mafia Siciliană, care avea apoi să se extindă și peste hotare, inclusiv în Statele Unite. Veniturile Mafiei ar putea ajunge la 9% din PIB-ul Italiei. Un raport din 2009 a identificat 610 de comune cu prezență mafiotă puternică, în care locuiesc 13 milioane de italieni și în care se produce 14,6% din PIB. Gruparea calabreză 'Ndrangheta, astăzi poate cea mai puternică organizație mafiotă italiană, controlează circa 3% din PIB-ul țării. Cu toate acestea, la 0,013 omucideri la mia de locuitori, Italia are doar a 47-a rată a crimelor dintr-un grup de 62 de țări, clasându-se și pe locul 47 din 65 de țări la rata violurilor, cifre relativ scăzute comparativ cu alte țări dezvoltate.

#### Forțele polițienești

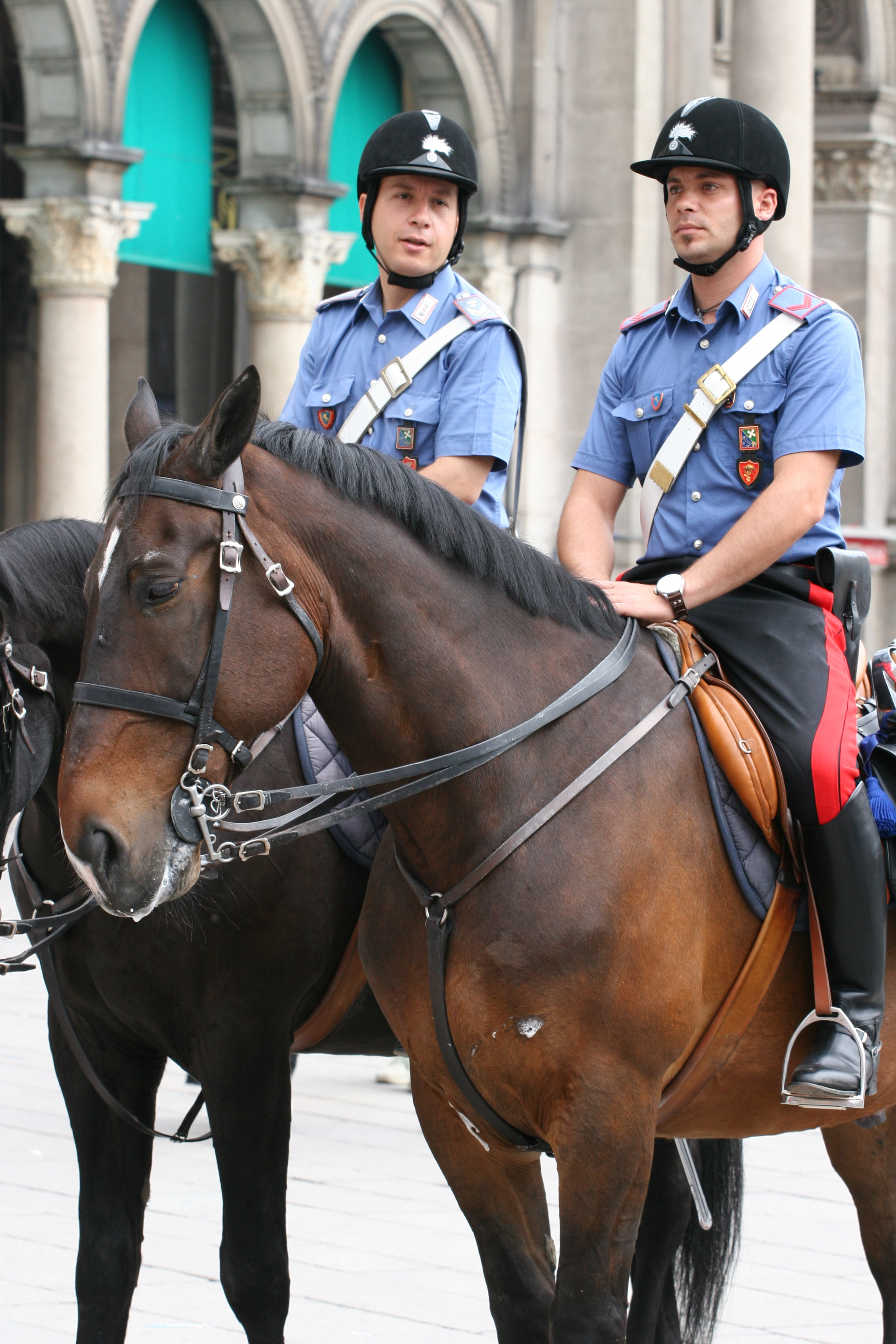
Carabinieri călare in Milano.

Există în Italia mai multe forțe polițienești, dintre care cinci sunt agenții la nivel național.
Polizia di Stato (Poliția Statului) este forța civilă de poliție a Italiei. Pe lângă munca de patrulare și atribuții de anchetă și aplicare a legii, ea patrulează și autostrăzile și supraveghează securitatea transportului feroviar, a podurilor și căilor fluviale.
Carabinieri este o organizație de tipul jandarmeriei, cu atribuții polițienești. Ea funcționează ca poliție militară pentru forțele armate.
Guardia di Finanza, (în traducere, Garda financiară) se află sub autoritatea Ministerului Economiei și Finanțelor, cu rol de forță polițienească. Ea se ocupă cu securitatea publică, financiară, economică și judiciară.
Corpo Forestale dello Stato⁠(en)[traduceți] (Departamentul Forestier al Statului) este responsabil cu aplicarea legilor în parcurile naționale și în pădurile Italiei. Atribuțiile sale sunt cele de a aplica legile braconajului, de a veghea la siguranța speciilor de animale protejate, și de a preveni incendiile forestiere.

### Relații externe

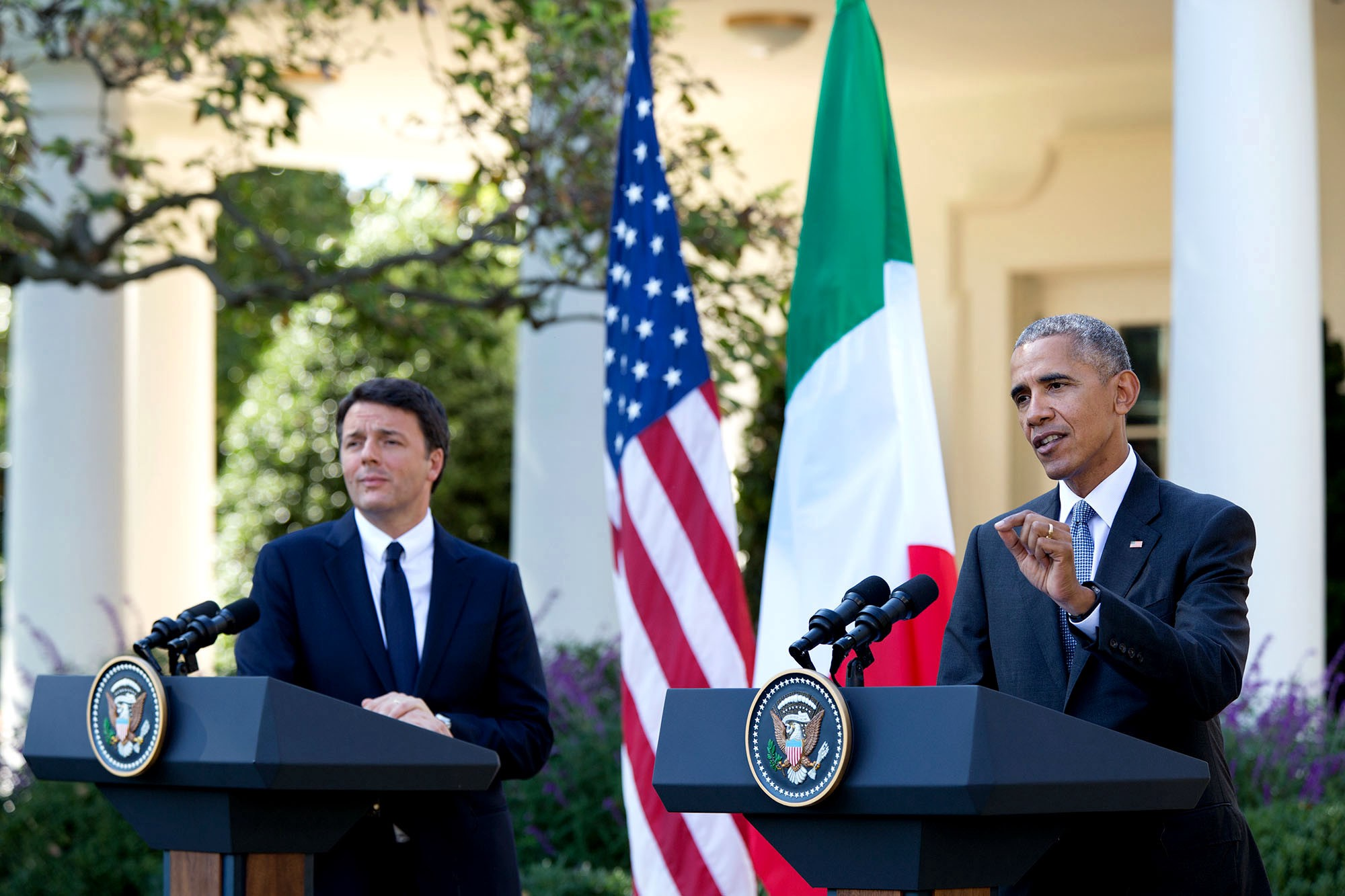
Matteo Renzi cu președintele american Barack Obama.

Italia este membru fondator al Comunității Europene, astăzi devenită Uniunea Europeană (UE), și al NATO. Italia a fost primită în ONU în 1955, și este stat membru și puternic susținător al mai multor organizații internaționale, cum ar fi Organizația pentru Cooperare și Dezvoltare Economică (OCDE), Organizația Mondială a Comerțului, Organizația pentru Securitate și Cooperare în Europa (OSCE), Consiliul Europei, și Inițiativa Central Europeană. A asigurat președinția prin rotație a unor astfel de organizații: în 1994 la CSCE (un predecesor al OSCE); G8; și la Uniunea Europeană între iulie și decembrie 2003.
Italia susține ferm politicile internaționale multilaterale, oferind suport pentru ONU și pentru activitățile sale de securitate internațională. În 2013, Italia avea 5.296 de militari desfășurați în operațiuni peste hotare, în cadrul a 33 de misiuni sub egida ONU și NATO în 25 de țări. Italia a desfășurat trupe pentru a susține misiunile ONU de menținere a păcii din Somalia, Mozambic⁠(en)[traduceți], și în Timorul de Est⁠(en)[traduceți] și susține operațiuni NATO și ONU în Bosnia⁠(en)[traduceți], Kosovo și Albania⁠(en)[traduceți]. Italia a desfășurat peste 2.000 de soldați în Afganistan în cadrul Operațiunii Enduring Freedom (OEF) din februarie 2003. Italia susține încă eforturile internaționale de reconstrucție și stabilizare a Irakului, dar își retrăsese contingentul militar de circa 3.200 de soldați în noiembrie 2006, păstrând doar personal civil și misiuni umanitare.
În august 2006, Italia a desfășurat circa 2.450 de soldați în Liban în contextul misiunii ONU de menținere a păcii⁠(en)[traduceți] UNIFIL⁠(en)[traduceți]. Italia este unul dintre cei mai mari finanțatori ai Autorității Naționale Palestiniene, contribuind cu 60 de milioane de euro doar în 2013.

### Armata
Armata⁠(en)[traduceți], Marina⁠(en)[traduceți], Forțele Aeriene Italiene și Carabinieri formează împreună Forțele Armate Italiene, aflate sub comanda Consiliului Suprem de Apărare, prezidat de președintele Italiei. Din 2005, serviciul militar este în întregime voluntar. În 2010, armata italiană avea 293.202 de cadre militare active, dintre care 114.778 la Carabinieri. Cheltuielile totale cu armata efectuate de guvernul italian în 2010 se clasau pe locul zece în lume, cu 35,8 miliarde de dolari, adică 1,7% din PIB. Ca parte a strategiei de codiviziune nucleară în cadrul NATO⁠(en)[traduceți], Italia găzduiește 90 de bombe nucleare americane, aflate în bazele aeriene Ghedi și Aviano⁠(en)[traduceți].

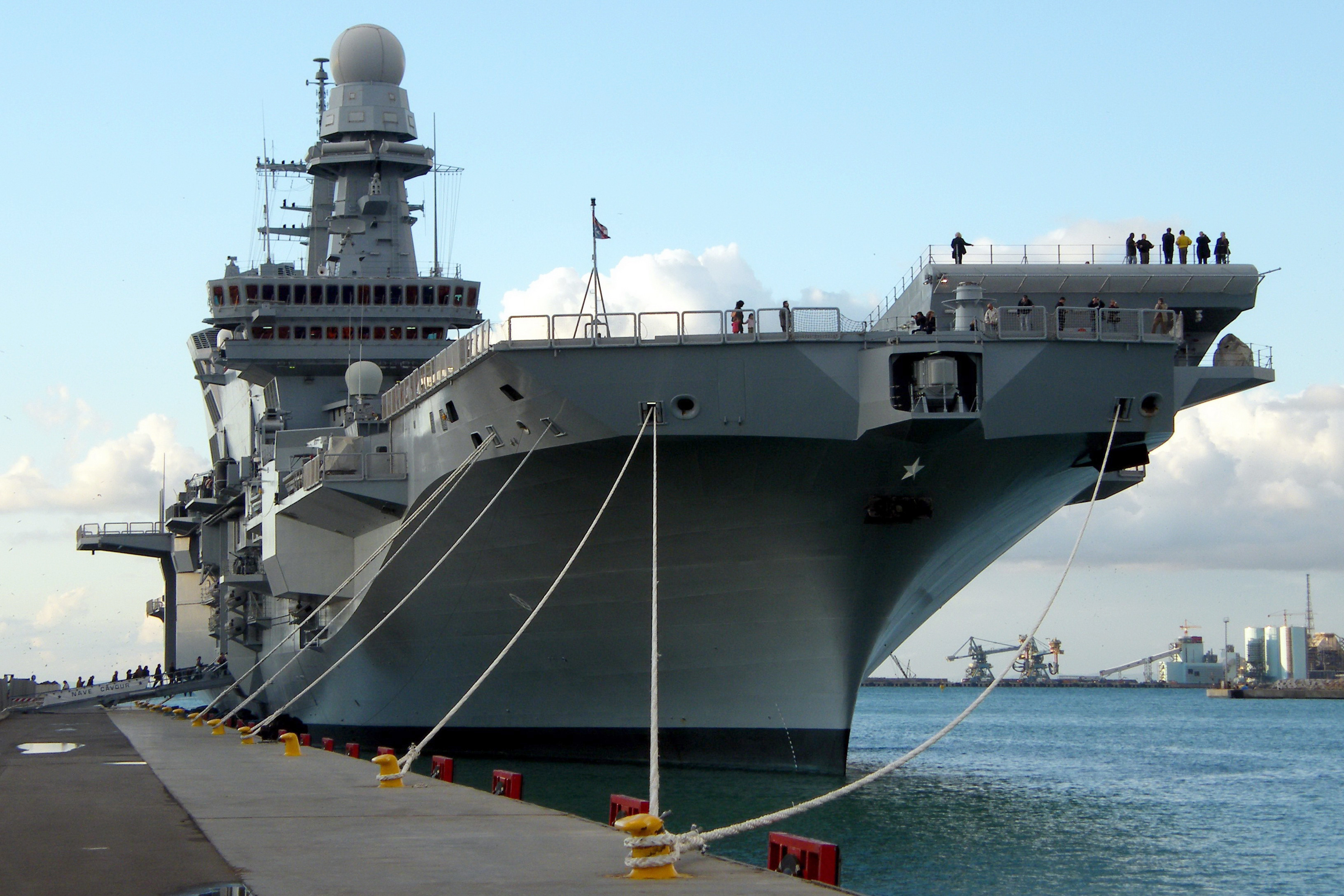
Portavionul en

Armata Italiană este forța terestră națională de apărare, cu 109.703 de militari în 2008. Cele mai cunoscute vehicule de luptă ale sale sunt vehiculul de luptă de infanterie Dardo⁠(en)[traduceți], distrugătorul de tancuri Centauro⁠(en)[traduceți] și tancul Ariete, iar între vehiculele aeriene folosite se numără elicopterul Mangusta, recent desfășurat în misiuni ONU. Ea are la dispoziție și un număr mare de tancuri Leopard 1 și blindate M113⁠(en)[traduceți].

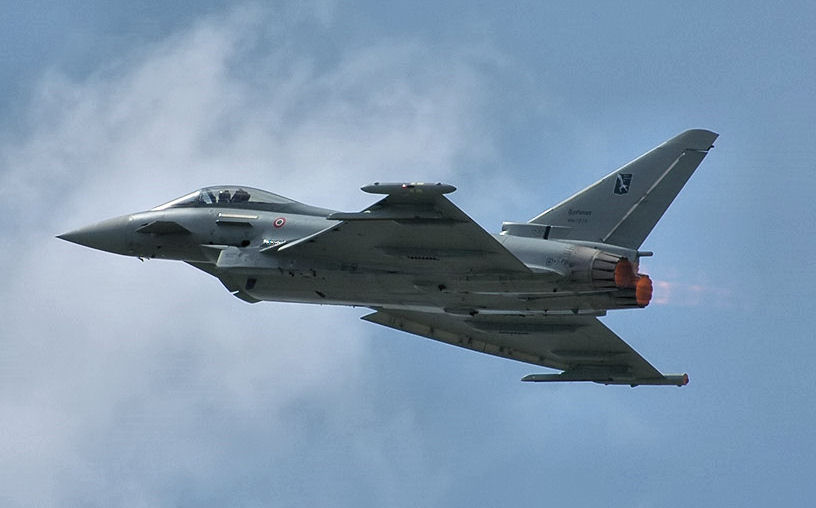
Un Eurofighter Typhoon operat de en.

Marina Italiană avea în 2008 35.200 de militari activi, cu 85 de vase și 123 de vehicule aeriene. Ea este echipată din 10 iunie 2009 cu un portavion mai mare (Cavour⁠(en)[traduceți]), distrugătoare, submarine și fregate. După intrarea în NATO în 1949, Marina Italiană a luat parte la numeroase coaliții de menținere a păcii în lume.
Corp autonom al serviciilor militare, Carabinieri constituie jandarmeria și poliția militară ale Italiei. Deși ramurile diferite ale Carabinierilor sunt responsabile față de diferite ministere pentru funcțiuni individuale, activitatea de ansamblu de menținere a siguranței și ordinii publice este supervizată de Ministerul Afacerilor Interne.

### Împărțire administrativă
Italia este împărțită în 20 de regiuni (regioni, singular regione), dintre care cinci au statute speciale de autonomie, care le permit să adopte la nivel regional legi în anumite domenii. Regiunile sunt împărțite mai departe în 110 provincii (province) sau orașe metropolitane (città metropolitane), și 8.100 de comune (comuni).
| Regiune                 | Capitală   | Suprafață (km²) | Populație |
| ----------------------- | ---------- | --------------- | --------- |
| Abruzzo                 | L'Aquila   | 10.763          | 1.342.177 |
| Valea Aostei            | Aosta      | 3.263           | 128.129   |
| Apulia                  | Bari       | 19.358          | 4.090.577 |
| Basilicata              | Potenza    | 9.995           | 587.680   |
| Calabria                | Catanzaro  | 15.080          | 2.011.537 |
| Campania                | Napoli     | 13.590          | 5.833.131 |
| Emilia-Romagna          | Bologna    | 22.446          | 4.429.766 |
| Friuli-Venezia Giulia   | Trieste    | 7.858           | 1.235.761 |
| Lazio                   | Roma       | 17.236          | 5.724.365 |
| Liguria                 | Genova     | 5.422           | 1.616.993 |
| Lombardia               | Milano     | 23.844          | 9.909.348 |
| Marche                  | Ancona     | 9.366           | 1.564.886 |
| Molise                  | Campobasso | 4.438           | 319.834   |
| Piemont                 | Torino     | 25.402          | 4.456.532 |
| Sardinia                | Cagliari   | 24.090          | 1.675.286 |
| Sicilia                 | Palermo    | 25.711          | 5.050.486 |
| Toscana                 | Florența   | 22.993          | 3.749.074 |
| Trentino-Tirolul de Sud | Trento     | 13.607          | 1.036.639 |
| Umbria                  | Perugia    | 8.456           | 906.675   |
| Veneto                  | Veneția    | 18.399          | 4.936.197 |

## Economie

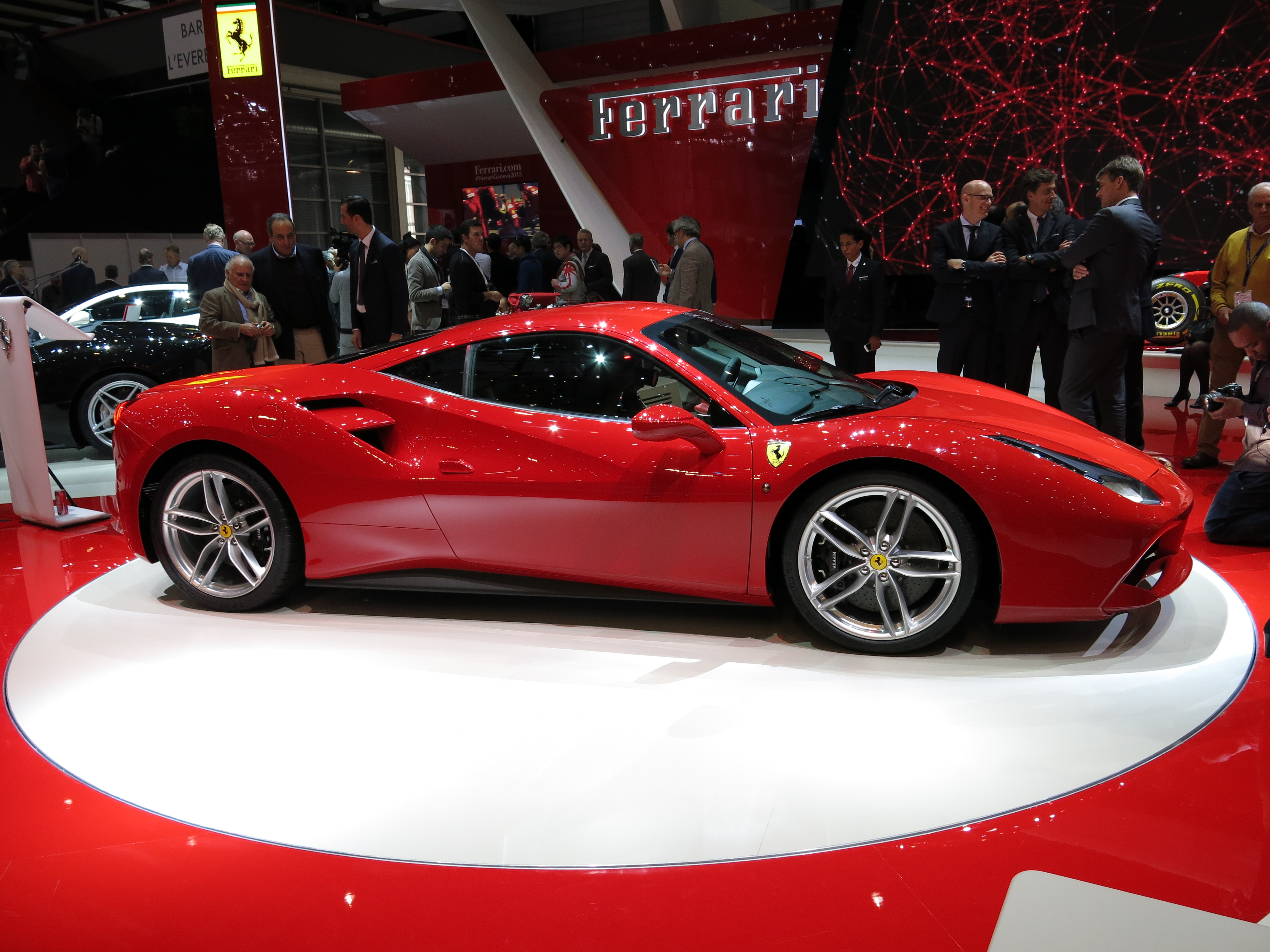
Noul en. Italia este unul dintre cei mai mari fabricanți și exportatori de autovehicule.

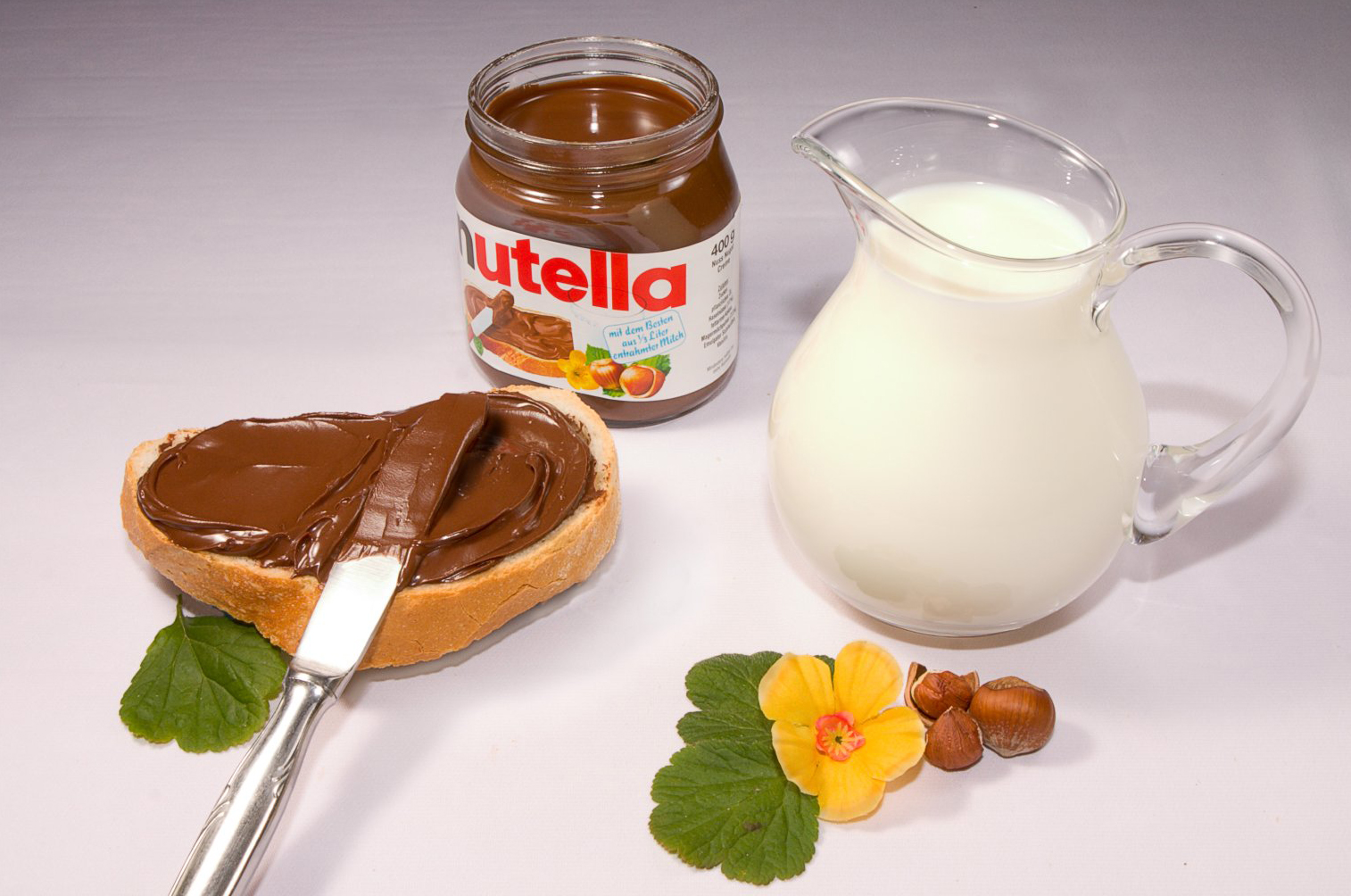
Nutella, fabricată de Ferrero SpA. Italia este cel mai mare producător de ciocolată din lume.

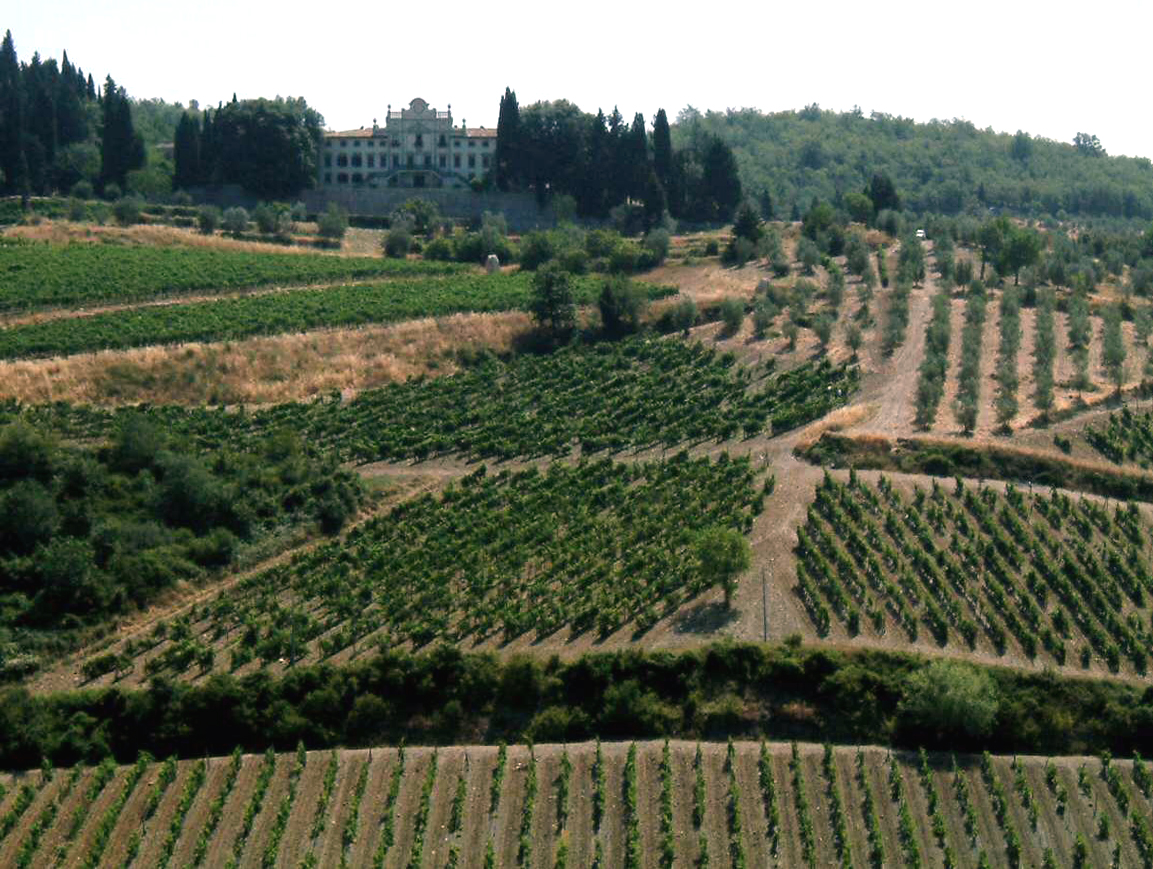
Podgorii în regiunea Chianti. Italia este cel mai mare producător mondial de vinuri.

Italia face parte din zona Euro (albastru închis), și din piața unica europeană.

Italia are o economie mixtă capitalistă, a treia cea mai mare din zona Euro și a opta din lume. Țara este membră fondatoare a G7, G8, a zonei Euro și a OCDE.
Italia este considerată a fi una dintre cele mai industrializate țări din lume și un lider în domeniul comerțului mondial și exporturilor. Este o țară foarte dezvoltată, pe locul 8 în lume după calitatea vieții și pe locul 25 după Indicele Dezvoltării Umane. PIB-ul nominal al Italiei este al patrulea din zona Euro, cu 1,642.4 miliarde de euro. Rata șomajului, 11,9% în noiembrie 2016, este a patra din zona Euro. Țara este cunoscută pentru mediul de afaceri creativ și inovator, și pentru un sector agricol mare și competitiv. În 2010 Italia a fost cel mai mare producător mondial de vinuri. Este cunoscută și pentru influența și calitatea ridicată a industriilor de automobile, construcții de mașini, alimentară și de design vestimentar.
Italia este a șasea țară din lume la producția industrială, fiind caracterizată de prezența unui număr mai redus de corporații multinaționale globale decât în alte economii comparabile ca dimensiune, și de un număr mare de întreprinderi mici și mijlocii, aglomerate în câteva districte industriale ce reprezintă coloana vertebrală a industriei italiene. Acestea alcătuiesc împreună un sector al industriei producătoare adesea concentrat pe exporturi pe piețe de nișă și de produse de lux, adică pe de o parte mai puțin capabil de competitivitate în ce privește cantitatea, dar pe de altă parte mai capabil să facă față cu produse de calitate net superioară concurenței venite din partea Chinei și economiilor emergente asiatice și bazate pe costul redus al forței de muncă.
Țara era în 2009 al șaptelea cel mai mare exportator din lume. Cele mai strânse legături comerciale ale Italiei sunt cu celelalte țări ale Uniunii Europene, cu care efectuează circa 59% din comerț. În cadrul UE, cei mai mari parteneri comerciali sunt Germania (12,9%), Franța (11,4%) și Spania (7,4%). Turismul este și el unul dintre cele mai profitabile și mai rapid crescătoare sectoare ale economiei naționale: cu 47,7 milioane de turiști sosiți din întreaga lume, și cu venituri estimate la 43,9 miliarde de dolari în 2013, Italia a fost a cincea cea mai vizitată țară din lume și a șasea ca venituri din turism.
Italia a fost însă lovită puternic de recesiunea de la sfârșitul primului deceniu al secolului al XXI-lea și de criza datoriilor suverane care a urmat, ceea ce i-a exacerbat problemele structurale. După o creștere puternică de 5–6% pe an din anii 1950 până în anii 1970, și o încetinire progresivă în anii 1980-90, țara a stagnat practic în anii 2000. Eforturile politice de revitalizare a creșterii cu investiții masive de stat au produs o gravă creștere a datoriei publice, care în 2014 se ridica la peste 135% din PIB, a doua din UE după cea a Greciei (174%). Cu toate acestea, cea mai mare parte din datoria publică a Italiei aparține unor entități private, o diferență majoră față de situația Greciei, iar nivelul datoriilor personale este mult mai scăzut față de media OCDE.
Principalul factor de slăbiciune socio-economică este o divizare mare între nord și sud. Ea se poate observa prin uriașa diferență între veniturile statistice înregistrate la nivelul comunelor din nord și cele din comunele din sud.
În plus, Italia are nevoie să-și importe circa 80% din necesarul de energie. Mai mult, după Indicele Libertății Economice, țara se clasează abia pe locul 86 în lume din cauza birocrației ineficiente a statului, a protecției scăzute a drepturilor de proprietate, a nivelului ridicat de corupție, a taxelor ridicate și cheltuielilor publice care reprezintă jumătate din PIB-ul țării. Conform Indicelui de Percepție a Corupției, Italia prezintă un nivel ridicat de corupție, aflându-se pe locul 60 în lume. Crima organizată ar reprezenta venituri de circa 90 de miliarde de euro și 7% din PIB-ul Italiei.

### Infrastructura

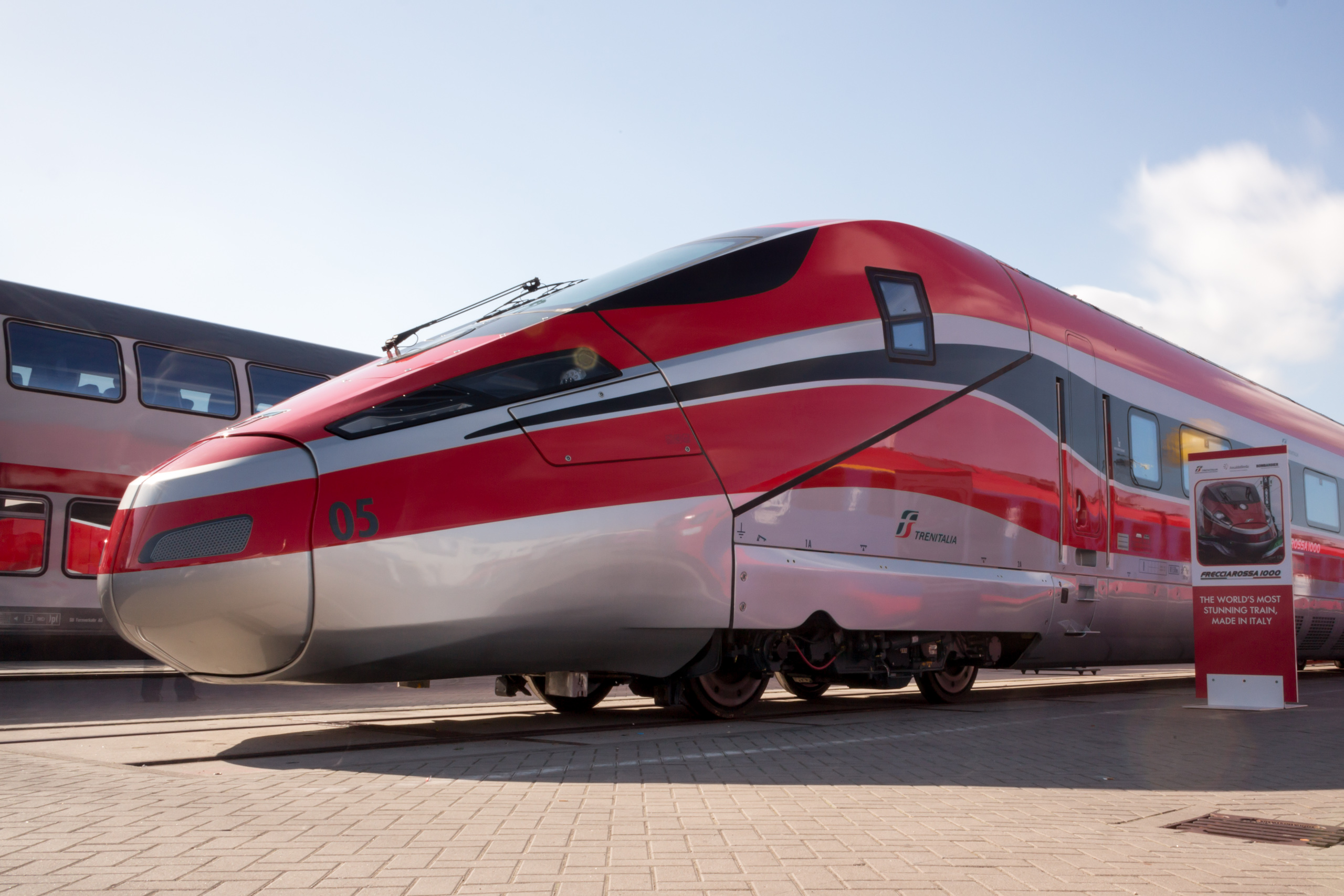
Tren de mare viteză en al FS, care atinge viteza maximă de, cel mai rapid tren din Italia și din Europa.

În 2004, sectorul italian al transporturilor a generat venituri de 119,4 miliarde de euro, și a angajat 935.700 de persoane în 153.700 de agenți economici. În ce privește rețeaua de drumuri, în 2002 existau 668.721 km de drumuri la nivel național, între care 6.487 km de autostrăzi, în proprietatea statului dar administrate privat de către Atlantia⁠(en)[traduceți]. În 2005, prin rețeaua națională de drumuri au circulat 34.667.000 de automobile (590 de vehicule la mia de locuitori) și 4.015.000 vehicule de marfă.
Rețeaua feroviară națională, deținută de stat și operată de Ferrovie dello Stato, totaliza în 2013 16.752 km de cale ferată, dintre care 11.969 electrificați.
Rețeaua de navigație fluvială cuprindea în 2002 1.477 km de canale și râuri navigabile. În 2004, funcționau circa 30 de aeroporturi principale (inclusiv cele două huburi Malpensa din Milano și Leonardo da Vinci din Roma) și 43 de mari porturi (inclusiv portul maritim Genova, cel mai mare din țară și al doilea cel mai mare port la Marea Mediterană). În 2005, Italia avea o flotă aeriană civilă de circa 389.000 unități și o flotă comercială de 581 de nave.

### Știința și tehnologia

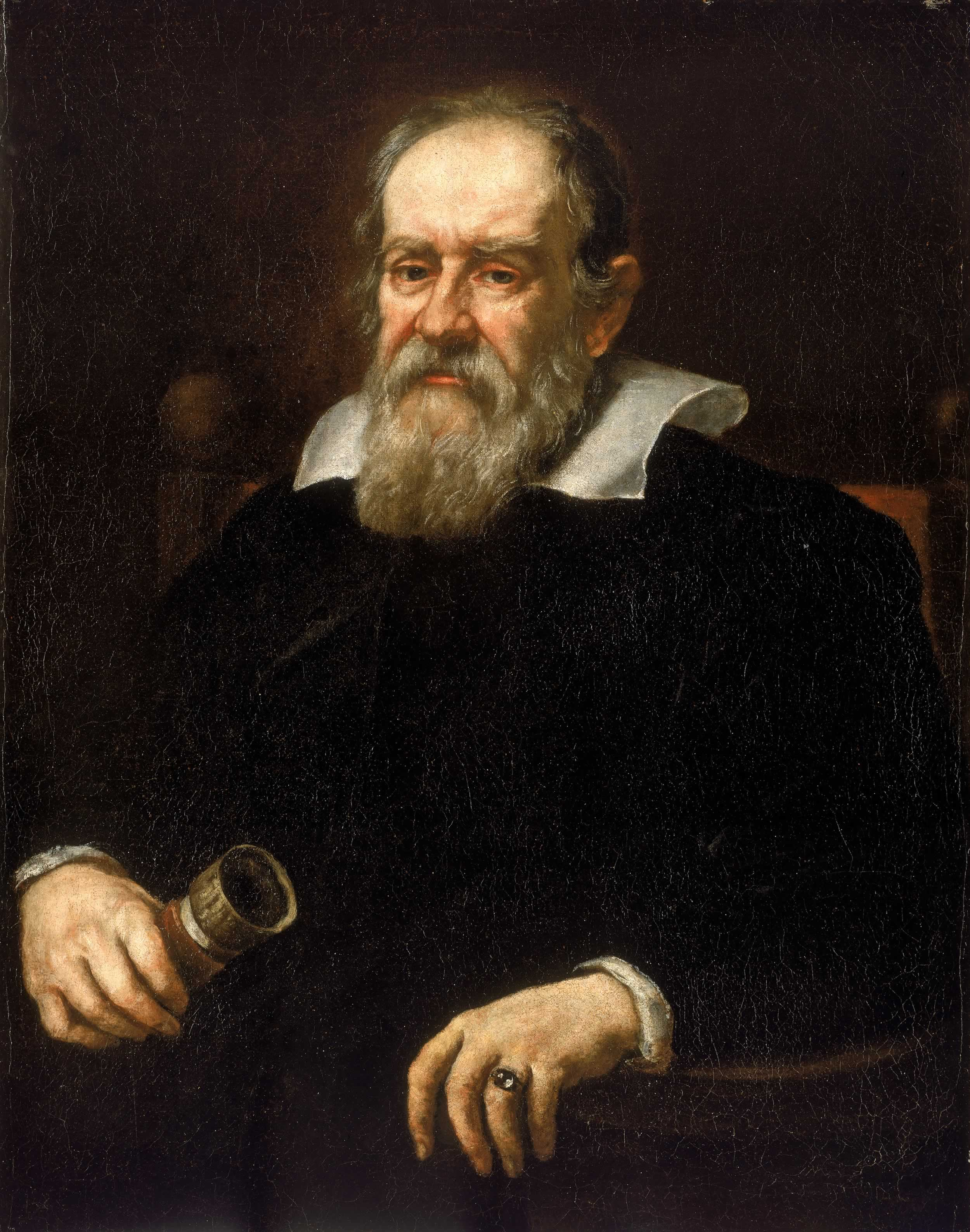
Galileo este recunoscut ca părinte al științei moderne, fizicii și astronomiei de observație.

De-a lungul secolelor, Italia a fost leagănul comunității științifice care a produs numeroase descoperiri în domeniul fizicii și altor științe. În timpul Renașterii, polimați italieni ca Leonardo da Vinci (1452–1519), Michelangelo (1475–1564) și Leon Battista Alberti (1404–1472) au adus importante contribuții într-o gamă variată de domenii, între care biologia, arhitectura și ingineria. Galileo Galilei (1564–1642), fizician, matematician și astronom, a jucat un rol major în Revoluția Științifică. Între realizările sale se numără progrese esențiale în dezvoltarea telescopului și a observațiilor astronomice realizate de el, și în cele din urmă triumful copernicanismului față de modelul ptolemaic.
Alți astronomi, ca Giovanni Domenico Cassini (1625–1712) și Giovanni Schiaparelli (1835–1910) ai venit cu importante descoperiri despre Sistemul Solar. În matematică, Joseph Louis Lagrange (născut Giuseppe Lodovico Lagrangia, 1736–1813) a activat și înainte de a părăsi Italia. Fibonacci (c. 1170 – c. 1250), și Gerolamo Cardano (1501–1576) au făcut progrese fundamentale în matematică. Luca Pacioli a fost fondatorul contabilității în lume. Fizicianul Enrico Fermi (1901–1954), laureat al Premiului Nobel, a condus echipa din Chicago care a dezvoltat primul reactor nuclear⁠(en)[traduceți] și a rămas în istorie și pentru numeroasele sale contribuții în domeniul fizicii, inclusiv contribuția la dezvoltarea teoriei cuantice și a fost una dintre figurile de referință în crearea armei nucleare. El, Emilio G. Segrè (1905–1989) (care a descoperit elementele technețiu și astatin, precum și antiprotonul),, Bruno Rossi (1905–93), pionier în domeniul razelor cosmice și astronomiei cu raze X. și mulți alți fizicieni italieni au fost obligați să plece din Italia în anii 1930 de către legile fasciste împotriva evreilor⁠(en)[traduceți].
Alți fizicieni de marcă au fost: Amedeo Avogadro (rămas în istorie pentru contribuțiile sale la teoria moleculară, mai ales cu legea lui Avogadro și numărul lui Avogadro), Evangelista Torricelli (inventatorul barometrului), Alessandro Volta (inventatorul bateriei electrice), Guglielmo Marconi (inventatorul radioului), Ettore Majorana (care a descoperit fermionii Majorana⁠(en)[traduceți]), Carlo Rubbia (Premiul Nobel pentru Fizică 1984 pentru munca ce a condus la descoperirea particulelor W și Z⁠(en)[traduceți] la CERN). În biologie, Francesco Redi a fost primul care a contestat teoria generării spontane, demonstrând că viermușii ies din ouă de muște și a descris în detaliu 180 de paraziți; Marcello Malpighi a fondat anatomia microscopică, Lazzaro Spallanzani a efectuat importante cercetări asupra funcțiilor organismului, reproducerii animalelor și teoriei celulare; Camillo Golgi, ale cărui mari realizări includ descoperirea aparatului Golgi, a deschis calea acceptării teoriei neuronului⁠(en)[traduceți]; Rita Levi-Montalcini a descoperit factorul de creștere a nervilor⁠(en)[traduceți] (primind în 1986 Premiul Nobel pentru Fiziologie sau Medicină). În chimie, Giulio Natta a primit Premiul Nobel pentru Chimie în 1963 pentru munca sa în domeniul polimerilor. Giuseppe Occhialini a primit Premiul Wolf pentru Fizică pentru descoperirea dezintegrării pionilor sau mezonilor pi în 1947. Ennio de Giorgi a rezolvat problema lui Bernstein⁠(en)[traduceți] pe tema suprafețele minime⁠(en)[traduceți] și a nouăsprezecea problemă a lui Hilbert⁠(en)[traduceți] despre regularitatea soluțiilor ecuațiilor eliptice cu derivate parțiale⁠(en)[traduceți], pentru care a primit Premiului Wolf pentru Matematică în 1990.

## Demografie

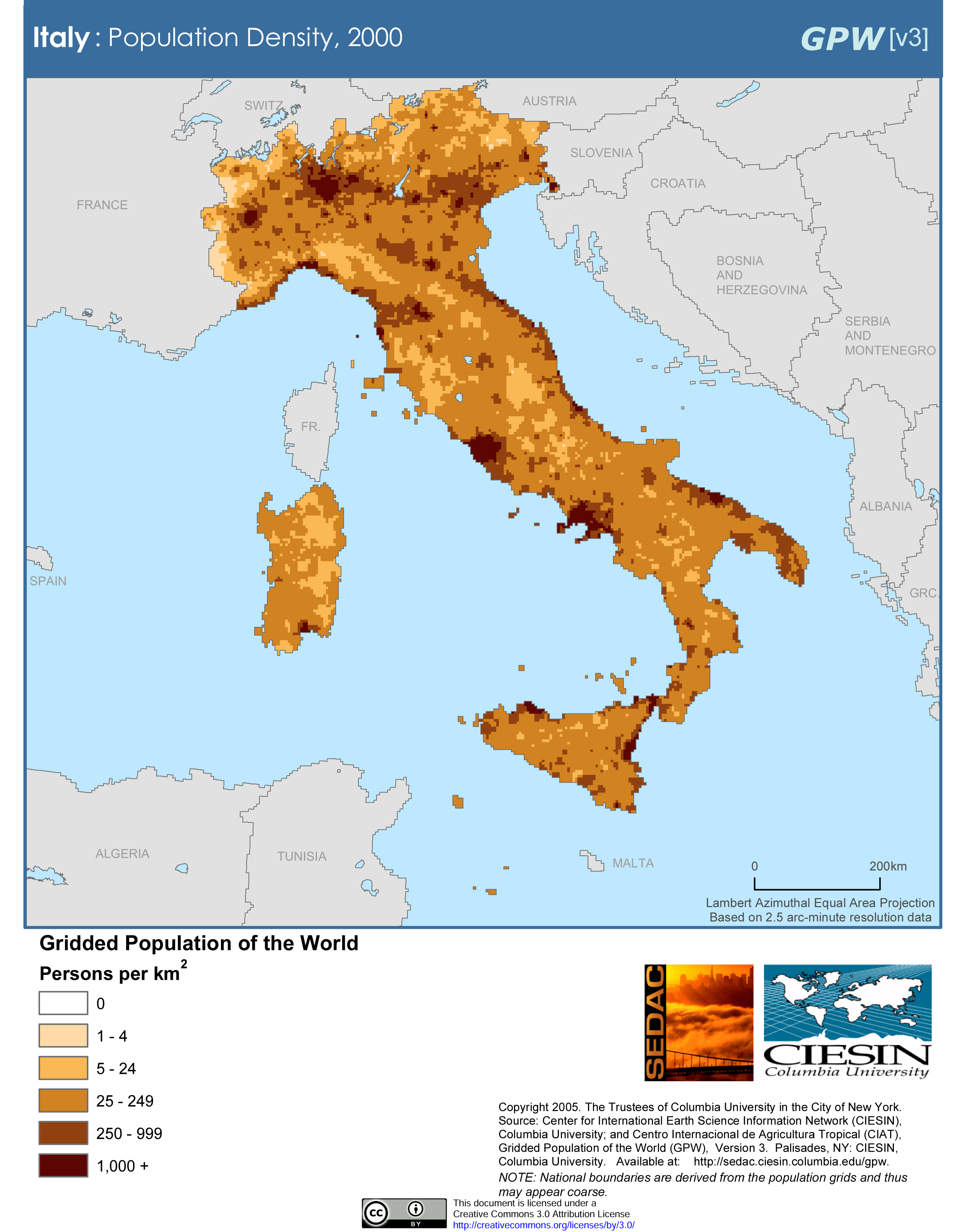
Harta densității populației în Italia.

La începutul lui 2013, Italia avea 60.656.000 de locuitori. Densitatea populației, de 202,7 locuitori/km², este mai mare decât în majoritatea țărilor Europei de Vest. Distribuția populației este însă foarte neomogenă. Cele mai dens populate zone sunt Valea Padului (unde trăiește aproape jumătate din populația țării) și zonele metropolitane Roma și Napoli, în timp ce unele regiuni vaste, cum ar fi Alpii și Apeninii, podișurile din Basilicata și insula Sardinia, sunt foarte rarefiat populate.
Populația Italiei aproape s-a dublat de-a lungul secolului al XX-lea, dar modelul de creștere a fost extrem de eterogen, din cauza migrației interne pe scară largă dinspre sudul rural către orașele din nord, fenomen ce a avut loc ca urmare a miracolului economic italian⁠(en)[traduceți] din anii 1950–1960. Fertilitatea ridicată și o rată mare a natalității au persistat până în anii 1970, după care au început să scadă dramatic, ceea ce a dus la o îmbătrânire demografică rapidă. La sfârșitul primului deceniu al secolului al XXI-lea, unul din cinci italieni avea peste 65 de ani. Ulterior, însă, în Italia rata natalității a crescut semnificativ. Rata totală a fertilității a crescut și ea de la un minim istoric de 1,18 copii pe femeie în 1995 la 1,41 în 2008.
Se așteaptă ca rata fertilității totale să ajungă la 1,6–1,8 în 2030.
De la sfârșitul secolului al XIX-lea și până în anii 1960, Italia a fost o mare sursă de emigrație. Între 1898 și 1914, anii de vârf ai diasporei italiene⁠(en)[traduceți], circa 750.000 italieni au emigrat în fiecare an. Diaspora cuprindea peste 25 de milioane de italieni și este considerată a fi cea mai mare migrație în masă din vremurile contemporane. Ca urmare, astăzi peste 4,1 milioane de cetățeni italieni trăiesc în străinătate, iar cel puțin 60 de milioane de oameni cu toți sau o parte din strămoși italieni trăiesc în afara țării, predominant în Argentina, Brazilia, Uruguay, Venezuela, Statele Unite, Canada, Australia, și Franța.

### Grupuri etnice
Populația de străini rezidenți în Italia.
     Uniunea Europeană (29,2%)
     Europa non-UE (24,2%)
     Africa de Nord (14,9%)
     Asia de Sud (8,8%)
     Asia de Est (8%)
     America Latină (7,7%)
     Africa Subsahariană (6,7%)
     Altele (0,5%)
| Țară              | 2013      |
| ----------------- | --------- |
| România           | 1.206.938 |
| Albania           | 495.709   |
| Maroc             | 454.773   |
| China             | 256.846   |
| Ucraina           | 219.050   |
| Filipine          | 162.655   |
| Republica Moldova | 149.434   |

De la începutul anilor 1980, până atunci o societate omogenă din punct de vedere lingvistic și cultural, Italia a început să atragă fluxuri substanțiale de imigranți străini. Cifra actuală de circa 4,9 milioane de străini rezidenți, alcătuind circa 8,1% din totalul populației, include peste jumătate de milion de copii născuți în Italia din părinți străini—imigranți de a doua generație, dar exclude străinii care au dobândit naționalitatea italiană; aceștia erau în 2008 în număr de 53.696.
Cifrele oficiale exclud și imigranții ilegali, al căror număr este foarte dificil de determinat; în 2008, acesta era estimat la cel puțin 670.000. De la căderea zidului Berlinului și, mai recent, după extinderile Uniunii Europene din 2004 și 2007, principalele valuri de migrație au provenit din țările foste comuniste din Europa Centrală și de Est (în special România, Albania, Ucraina și Polonia). A doua cea mai importantă sursă de imigrație în Italia a fost dintotdeauna Africa de Nord aflată în vecinătate (mai ales Maroc, Egipt și Tunisia), valuri de imigranți crescând ca urmare a Primăverii Arabe. În anii mai recenți, s-au înregistrat și fluxuri de migrație din Orientul Îndepărtat (în special China și Filipine) și din America Latină (în special din America de Sud).
Circa un milion de cetățeni români (circa o zecime din ei etnici romi) sunt înregistrați oficial ca locuitori ai Italiei, ei reprezentând astfel cel mai important grup individual de imigranți după țara de origine, urmați fiind de albanezi și marocani cu câte circa 500.000 de oameni. Numărul românilor neînregistrați este dificil de estimat, dar Balkan Investigative Reporting Network sugera în 2007 că la acea vreme ar fi fost circa o jumătate de milion. Albanezii au început să sosească mai ales după căderea regimului Hoxha în 1990, Italia fiind principala țintă a emigranților albanezi; ei traversau Marea Adriatică în ambarcațiuni improvizate, iar Italia s-a văzut nevoită să patruleze Adriatica pentru a frâna fenomenul.
În total, la sfârșitul primului deceniu al secolului al XXI-lea, populația străină din Italia provenea din: Europa (54%), Africa (22%), Asia (16%), America (8%) și Oceania (0,06%). Distribuția imigranților este neechilibrată: 87% dintre aceștia trăiesc în zonele nordice și centrale ale țării (cele mai dezvoltate economic), și doar 13% trăiesc în jumătatea sudică a peninsulei și în Sicilia.

### Limbile
limbă maternă
     limbă secundară sau neoficială
     Minorități italofone

Distribuția geografică a limbii italiene în lume:
limbă maternă
limbă secundară sau neoficială
Minorități italofone

Limba oficială a Italiei este italiana. Se estimează că există circa 64 de milioane de vorbitori materni ai limbii italiene în timp ce numărul total de vorbitori, cuprinzându-i și pe cei care o folosesc ca a doua limbă, ar fi de aproximativ 85 de milioane.

Harta lingvistică a Italiei

În Italia sunt numeroase dialecte regionale, forma literară a limbii italiene fiind bazată pe dialectul florentin. Standardizarea s-a extins și mai mult în anii 1950 și 1960 datorită creșterii economice și a dezvoltării mass media și televiziunii (postul național RAI a contribuit la promovarea limbii italiene standard).
Sunt recunoscute câteva limbi minoritare: albaneza, catalana, germana, greaca, slovena, croata, franceza, provensala, friulana, ladina, occitana și sarda (conform legii numărul 482 din 15 decembrie 1999). Franceza este cooficială în Valea Aostei—deși în realitate acolo se vorbește mai mult provensala. Germana are același statut în Tirolul de Sud, la fel ca ladina în anumite părți ale acelei provincii precum și în Trentinoul vecin. Slovena este oficial recunoscută în provinciile Trieste, Gorizia și Udine.
Din cauza imigrației importante de dată recentă, Italia are și alte populații mari a căror limbă maternă nu este italiana. Conform Institutului Național Italian de Statistică, româna este cea mai frecventă limbă maternă între locuitorii rezidenți în Italia: circa 800.000 de oameni au româna ca limbă maternă (21,9% din numărul rezidenților străini cu vârste de la 6 ani în sus). Alte limbi materne în comunitățile de imigranți sunt araba (vorbită de 475.000 de oameni; 13,1% din locuitorii străini), albaneza (380.000 de oameni) și spaniola (255.000 de oameni); cu numere mai mici de vorbitori sunt ucraineana, Hindi, polona și tamila.

### Educație

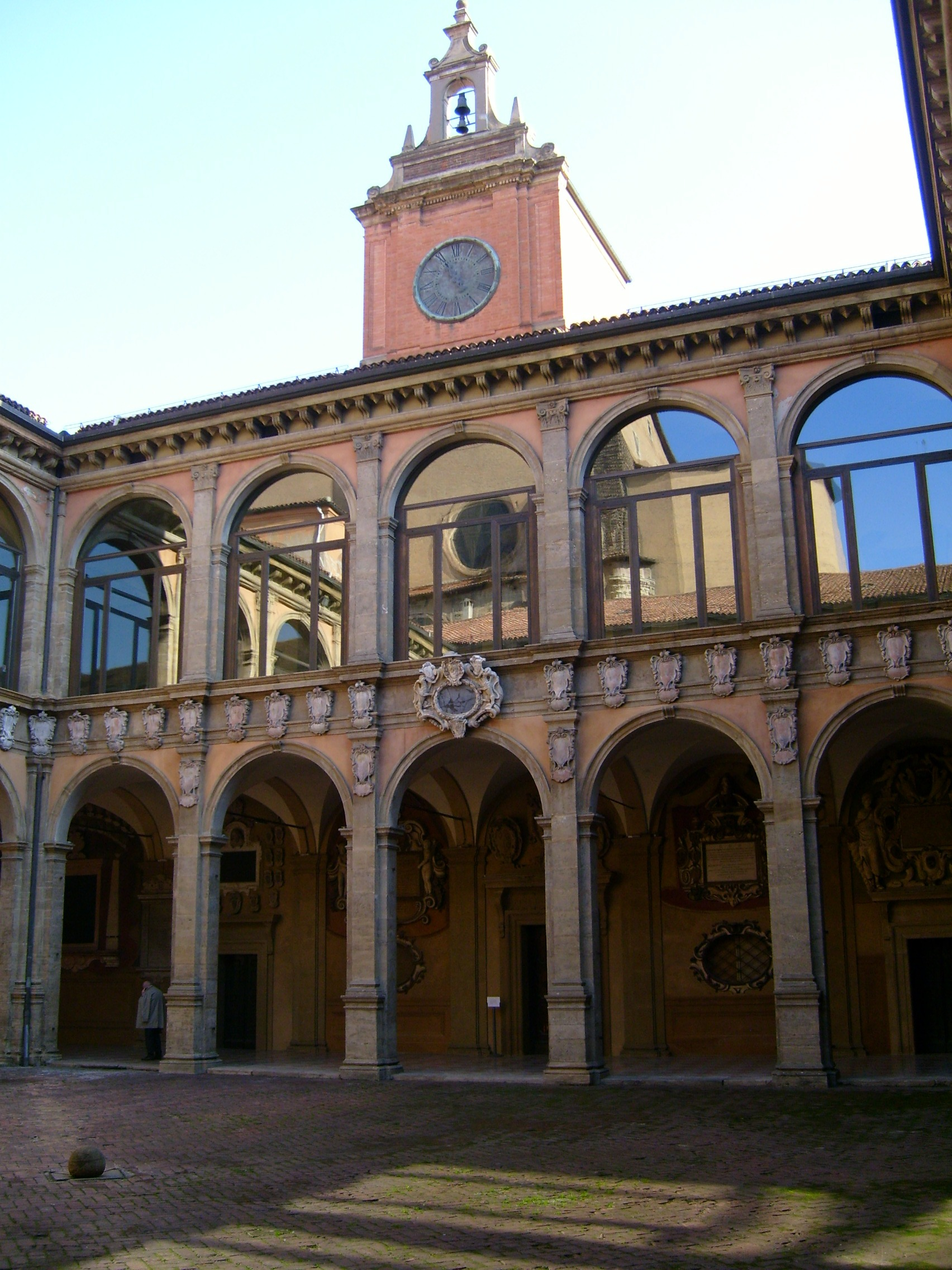
Universitatea din Bologna este cea mai veche instituție academică din lume, fiind înființată în 1088.

Educația în Italia este gratuită și obligatorie de la șase la șaisprezece ani, și constă din cinci etape: grădinița (scuola dell'infanzia), școala primară (scuola primaria), școala gimnazială (scuola secondaria di primo grado), liceul (scuola secondaria di secondo grado) și studiile universitare (università). Școlile superioare postuniversitare sunt instituții independente similare cu Grandes écoles din Franța și care oferă pregătire avansată și programe de cercetare prin cursuri de tip universitar, fiind dedicate studiilor postuniversitare și postdoctorale.

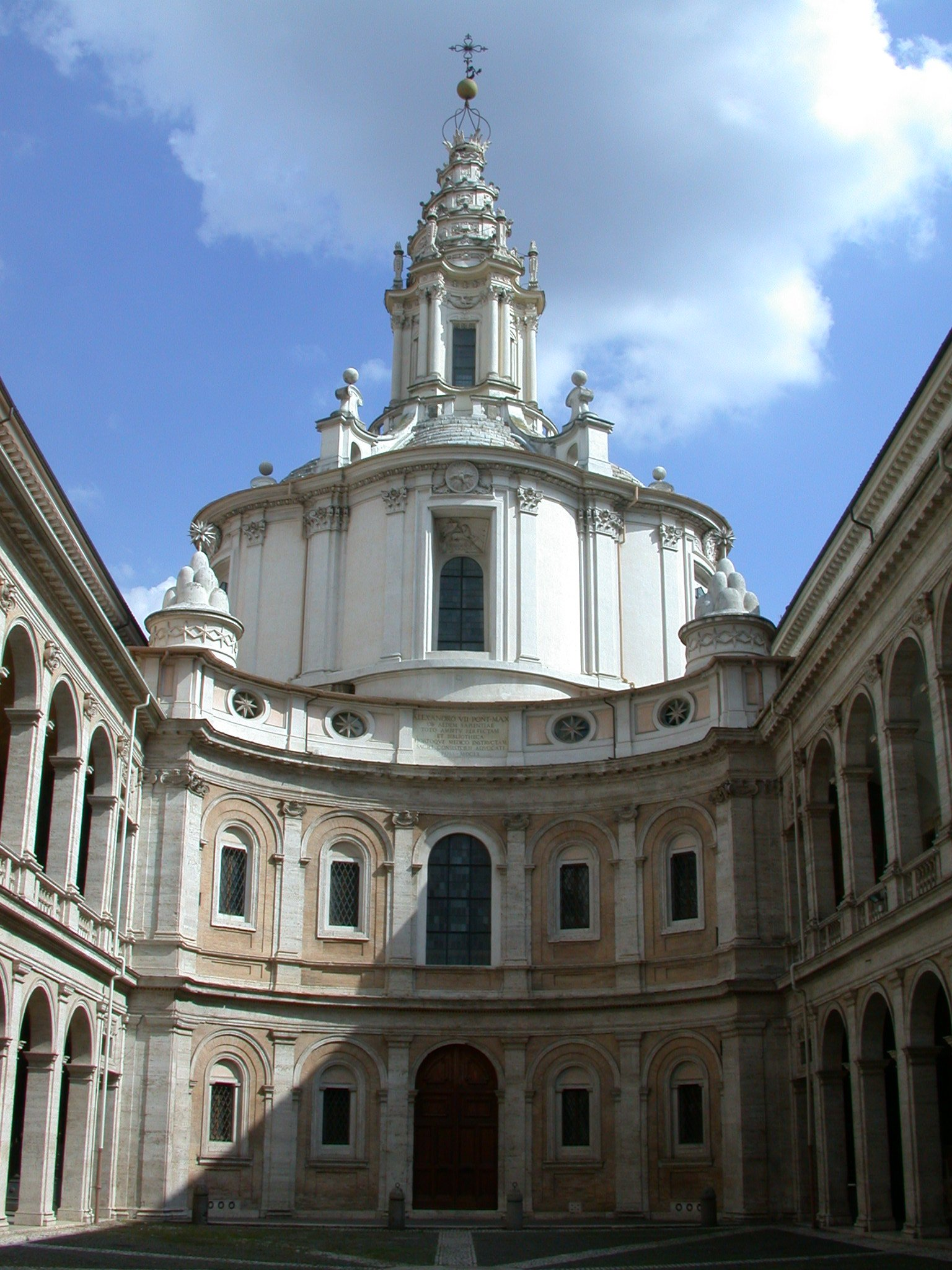
Universitatea Sapienza din Roma este cea mai mare universitate din Europa după numărul de studenți.

Italia găzduiește o gamă largă de universități, colegii și academii. Taxele universitare variază în funcție de nivelul de studiu, cursul ales și statutul de familie prin documentul ISEE. În special, costul participării poate varia între 500 și 3000 de euro pe an.. Înființată în 1088, Universitatea din Bologna este cea mai veche din lume. În 2009, Universitatea din Bologna era, conform The Times, singura din Italia în primele 200 din lume. Universitatea Bocconi din Milano a fost clasată între cele mai bune 20 de academii economice din lume de către The Wall Street Journal, în special datorită programului de MBA, care în 2007 o făcea să fie pe locul 17 în lume la preferințele de recrutare a absolvenților de către marile companii multinaționale. Bocconi a fost clasată de Forbes pe primul loc în lume la categoria specială a raportului preț-calitate. În mai 2008, Bocconi a depășit mai multe universități economice aflate tradițional în topurile mondiale în clasamentul studiilor de management alcătuit de Financial Times, ajungând pe locul 5 în Europa și 15 în lume.
Alte universități teoretice și tehnice de top sunt Universitatea Politehnică din Torino, Politecnico di Milano (care în 2011 era pe locul 48 în clasamentul mondial al universităților tehnice alcătuit de QS World University Rankings), Universitatea Sapienza din Rome (aflată pe locul 33 în Europa în 2005, și aflată în primele 50 de colegii din Europa și primele 150 din lume iar în 2013, Center for World University Rankings a plasat-o pe locul 62 în lume și pe primul loc în Italia în World University Rankings.) și Universitatea din Milano. Aceasta din urmă este singura membră din Italia a Ligii Europene a Universităților de Cercetare, un grup prestigios de douăzeci de universități europene centrate pe cercetare.
Conform National Science Indicators (1981–2002), bază de date produsă de Research Services Group cu liste de statistici ale citărilor și rezultatelor pentru peste 90 de țări, Italia are o producție peste medie de lucrări științifice (ca număr de articole scrise cu cel puțin un autor din Italia) în științele spațiale (9,75% din lucrările din lume provin din Italia), matematică (5,51% din lucrări), informatică, neuroștiințe și fizică; cea mai mică producție de lucrări, dar tot aflată peste media mondială, se înregistra în domeniile științelor sociale, psihologiei și psihiatriei, economiei și afacerilor.

### Religie

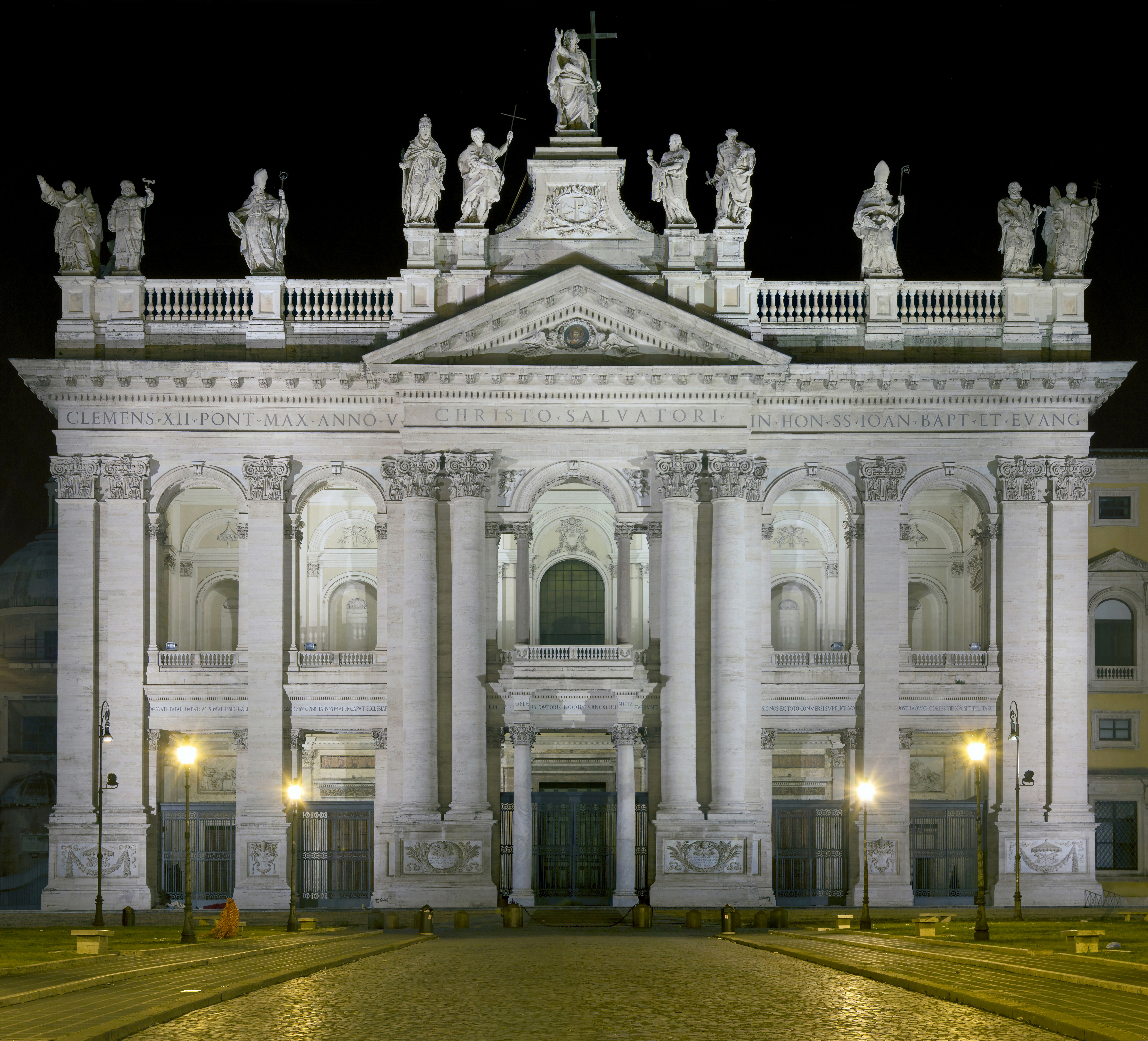
Bazilica Sfântul Ioan din Lateran, catedrala diecezei Romei, scaunul eclesiastic al Papei.

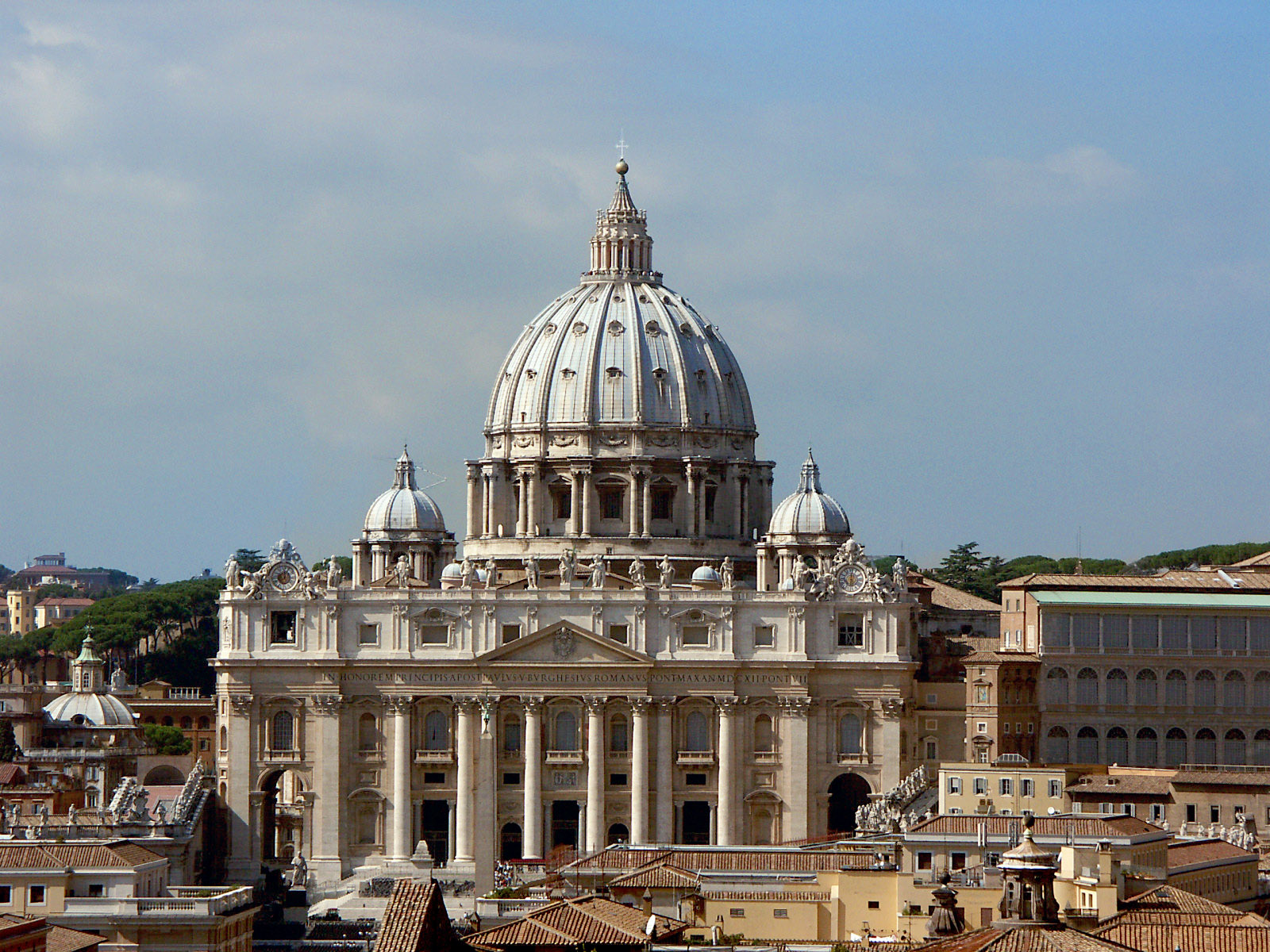
Bazilica Sfântul Petru

Romano-catolicismul este, de departe, cea mai mare religie din țară, deși catolicismul nu mai este oficial religie de stat. În 2010, ponderea italienilor ce se identificau ca romano-catolici era de 81,2%.
Sfântul Scaun, jurisdicția episcopală a Romei, conține guvernul central al întregii Biserici Romano-Catolice, cuprinzând diverse agenții esențiale pentru administrație. Diplomatic, ea este recunoscută de alte subiecte ale legii internaționale ca entitate suverană, condusă de Papă, care este și episcop al Romei, și cu care se pot întreține relații diplomatice. Adesea denumit incorect „Vatican”, Sfântul Scaun nu este aceeași entitate, Cetatea Vaticanului fiind doar teritoriul actual administrat de Sfântul Scaun, existent ca stat începând cu anul 1929; Sfântul Scaun datează din vremurile de început ale creștinismului, și înainte de a fi redus la teritoriul Vaticanului, a cuprins Statele Papale. Ambasadorii se acreditează oficial pe lângă „Sfântul Scaun” și nu pe lângă Vatican, iar reprezentanții papali în străinătate sunt recunoscuți ca reprezentanți ai Sfântului Scaun, nu ai Vaticanului.
Între cultele creștine minoritare din Italia se numără ortodocși, valdezi și protestanți. În 2011, existau în Italia circa 1,5 milioane de creștini ortodocși, reprezentând 2,5% din populație; O jumătate de milion de penticostali și evanghelici (dintre care 400.000 sunt membri ai Adunărilor Domnului⁠(en)[traduceți]), 235.685 de martori ai lui Iehova, 30.000 de valdezi, 25.000 de adventiști de ziua a șaptea, 22.000 de mormoni, 15.000 de baptiști (plus circa 5.000 de baptiști liberi), 7000 de luterani, 4000 de metodiști (afiliati Bisericii Valdeze).
Una dintre cele mai vechi comunități religioase din Italia este cea iudaică, evreii fiind prezenți în Roma Antică încă dinaintea erei noastre. Italia a primit de secole evrei expulzați din alte țări, mai cu seamă din Spania. Ca urmare a Holocaustului, însă, circa 20% din evreii italieni și-au pierdut viața. Coroborat cu emigrația ce a precedat și a succedat al Doilea Război Mondial, aceasta a făcut ca în Italia să mai rămână o comunitate de circa 28.400 de evrei.
Imigrația în creștere la începutul secolului al XXI-lea a fost însoțită de o creștere a religiilor necreștine. În 2010, în Italia erau 1,6 milioane de musulmani, adică 2,6% din populație. În plus, sunt peste 200.000 de credincioși ai religiilor din subcontinentul indian, existând 70.000 de Sikh având 22 de gurdwara⁠(en)[traduceți] în toată țara, 70.000 de hinduiști și 50.000 de budiști. Se estimează a exista 4900 de Bahá'í în Italia la nivelul anului 2005.
Ca măsură de protecție a libertății religioase, statul italian transferă o parte din impozitul pe venit comunităților religioase recunoscute, conform unui regim denumit „opt la mie” (Otto per mille). Sunt permise donații comunităților creștine, evreiești, budiste și hinduiste; islamul rămâne însă exclus, deoarece nicio comunitate musulmană nu a semnat încă un concordat cu statul italian. Contribuabilii care nu doresc să finanțeze nicio religie contribuie cu partea lor la sistemul de asigurări sociale.

### Sănătate
Statul italian derulează un sistem universal public de asigurări sanitare începând cu anul 1978. Sistemul de ansamblu este unul mixt public-privat. Partea publică este reprezentată de Servizio Sanitario Nazionale, organizat sub egida Ministerului Sănătății și administrat prin instituții deconcentrate la nivel regional. Cheltuielile sanitare din Italia reprezentau peste 9% din PIB în 2008, puțin peste media țărilor OCDE de 8,9%.
Sistemul sanitar italian a fost clasat în 2000 pe locul 2 în lume, după ce în 1997 fusese pe locul 3. Italia are a opta speranță de viață din lume, conform datelor din 2013. Ca și în multe alte țări occidentale, Italia se confruntă cu o creștere a proporției persoanelor supraponderale sau obeze, 34,2% dintre italieni declarându-se supraponderali și 9,8% considerându-se obezi. Ponderea fumătorilor era în 2008 de 22%. Fumatul în spațiile publice (baruri, restaurante, cluburi de noapte și birouri) este restricționat din 2005 la zone special ventilate.

## Cultură
Divizată politic și geografic de secole până la unificarea din 1861, Italia și-a dezvoltat o cultura unică, modelată de o multitudine de obiceiuri regionale și de centre locale de putere și patronaj. În Evul Mediu și în Renaștere, mai multe curți concurau pentru atragerea celor mai buni arhitecți, artiști și cărturari, producând astfel un imens patrimoniu de monumente, picturi, muzică și literatură.
Italia are mai multe situri în patrimoniul mondial UNESCO (51) decât orice altă țară din lume, și are bogate colecții de artă, cultură și literatură din multe perioade diferite. Țara a avut o influență culturală foarte largă pe plan mondial, și datorită numeroșilor italieni emigrați în alte țări. Mai mult, în toată țara se află circa 100.000 de monumente de orice fel (muzee, palate, clădiri, statui, biserici, galerii de artă, vile, fântâni arteziene, case istorice și situri arheologice).

### Arhitectură
Italia are un stil arhitectonic foarte larg și divers, ce nu poate fi clasificat doar după perioadă, ci și după regiune, având în vedere divizarea Italiei în mai multe state regionale până la 1861. Aceasta a creat o diversitate și un eclectism a designului arhitectural.
Italia este cunoscută pentru considerabilele realizări din arhitectură, cum ar fi construcția de arcuri, domuri și structuri similare în Roma Antică, fondarea mișcării renascentiste în arhitectură între sfârșitul secolului al XIV-lea și secolul al XVI-lea, a cărei origini îi este atribuită lui Filippo Brunelleschi. Este țara de origine a palladianismului⁠(en)[traduceți], un stil de construcții care a inspirat mișcări cum ar fi arhitectura neoclasică, și a influențat stilul în care nobilii și-au construit conacele de la țară în toată lumea, în special în Regatul Unit, Australia și SUA între sfârșitul secolului al XVII-lea și începutul secolului al XX-lea. În Italia se găsesc unele dintre cele mai spectaculoase opere de arhitectură din Occident, cum ar fi Colosseumul, Bazilica Sfântul Petru din Roma, catedrala din Milano, catedrala din Florența, turnul înclinat din Pisa și clădirile din Veneția.
Arhitectura italiană a influențat în mare măsură arhitectura mondială. Arhitectul britanic Inigo Jones, inspirat de designul clădirilor și orașelor italiene, a readus ideile arhitecturii renascentiste italiene în Anglia secolului al XVII-lea, inspirat fiind de Andrea Palladio. În plus, un stil inspirat din cel italian, modelat în special pe arhitectura Renașterii, a fost popular în Statele Unite în secolul al XIX-lea.

### Artele vizuale

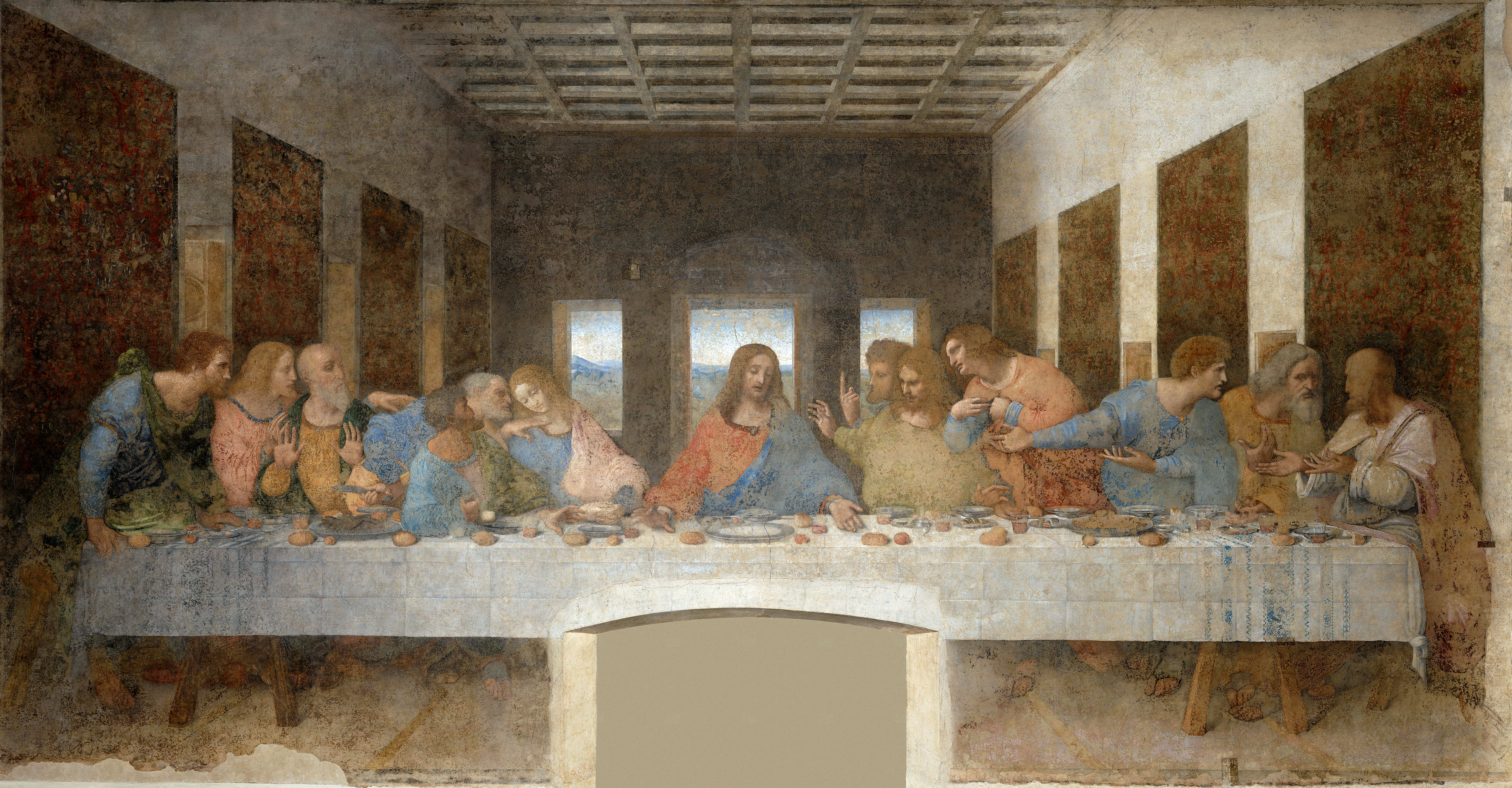
Cina cea de Taină de Leonardo da Vinci: ea și Mona Lisa sunt cele mai celebre, mai des reproduse și mai parodiate portret și, respectiv, pictură religioasă din toate timpurile.

Istoria artelor vizuale italiene face parte din istoria picturii occidentale. Arta romană a fost influențată de Grecia și poate fi considerată în parte o succesoare a picturii antice grecești. Pictura romană are însă și unele caracteristici unice și importante. Singurele picturi romane care s-au păstrat până astăzi sunt picturi murale, multe găsite în vilele din Campania, în Italia sudică. Aceste picturi pot fi grupate în 4 „stiluri” sau perioade principale și multe conțin primele exemple de trompe-l'œil, pseudo-perspectivă și peisaj pur.
Pictura pe lemn a devenit mai frecventă în perioada romanică, sub influența icoanelor bizantine. Către mijlocul secolului al XIII-lea pictura gotică a devenit mai realistă, apărând și interesul pentru ilustrarea volumului și perspectivei, cu Cimabue și discipolul său Giotto. Ei sunt considerați a fi cei mai mari doi maeștri ai picturii în cultura occidentală.

David de Michelangelo

Mulți afirmă că Renașterea Italiană a fost epoca de aur a sculpturii, întinsă de-a lungul perioadei dintre secolul al XIV-lea și jumătatea secolului al XVII-lea, cu o importantă influență în afara granițelor Italiei moderne. În Italia, artiști ca Paolo Uccello, Fra Angelico, Masaccio, Piero della Francesca, Andrea Mantegna, Filippo Lippi, Giorgione, Tintoretto, Sandro Botticelli, Leonardo da Vinci, Michelangelo Buonarroti, Rafael, Giovanni Bellini și Titian au dus pictura la un nivel superior prin utilizarea perspectivei, prin studiul anatomiei umane și proporțiilor, și prin dezvoltarea unui rafinament fără precedent al tehnicilor de desen și pictură. Michelangelo a fost un sculptor activ între 1500 și 1520, și între marile sale capodopere se numără David, Pietà, Moise. Alți sculptori renascentiști au fost Lorenzo Ghiberti, Luca Della Robbia, Donatello, Filippo Brunelleschi, Andrea del Verrocchio.
În secolele al XV-lea și al XVI-lea, Renașterea Înaltă⁠(en)[traduceți] a adus o artă stilizată denumită manierism. În locul compozițiilor echilibrate și al abordării raționale a perspectivei, care caracterizau arta de la începutul secolului al XVI-lea, manieriștii căutau instabilitate, artificiu și îndoială. Chipurile și gestica imperturbabile ale lui Piero della Francesca și liniștitele Fecioare ale lui Rafael sunt înlocuite cu expresiile tulburi ale lui Pontormo și cu intensitatea emoțională a lui El Greco. În secolul al XVII-lea, între cei mai mari pictori ai barocului italian⁠(en)[traduceți] se numără Caravaggio, Annibale Carracci, Artemisia Gentileschi, Mattia Preti, Carlo Saraceni și Bartolomeo Manfredi. Ulterior, în secolul al XVIII-lea, rococoul italian⁠(en)[traduceți] a fost inspirat în principal de rococoul francez, Franța fiind țara fondatoare a acestui stil particular, cu artiști ca Giovanni Battista Tiepolo și Canaletto. Sculptura neoclasică italiană, prin nudurile lui Antonio Canova, s-a concentrat pe aspectul idealist al mișcării.
În secolul al XIX-lea, marii pictori romantici italieni erau Francesco Hayez, Giuseppe Bezzuoli și Francesco Podesti. Impresionismul a fost adus în Italia din Franța de către Macchiaioli⁠(en)[traduceți], în frunte cu Giovanni Fattori, și Giovanni Boldini; realismul — de Gioacchino Toma și Giuseppe Pellizza da Volpedo. În secolul al XX-lea, cu futurismul, în principal reprezentat de operele lui Umberto Boccioni și Giacomo Balla, Italia a redevenit epicentru al evoluției artistice în pictură și sculptură. Futurismului i-au urmat picturile metafizice ale lui Giorgio de Chirico, care a exercitat o puternică influență asupra suprarealiștilor și generațiilor de artiști ce le-au urmat.

### Literatură și teatru

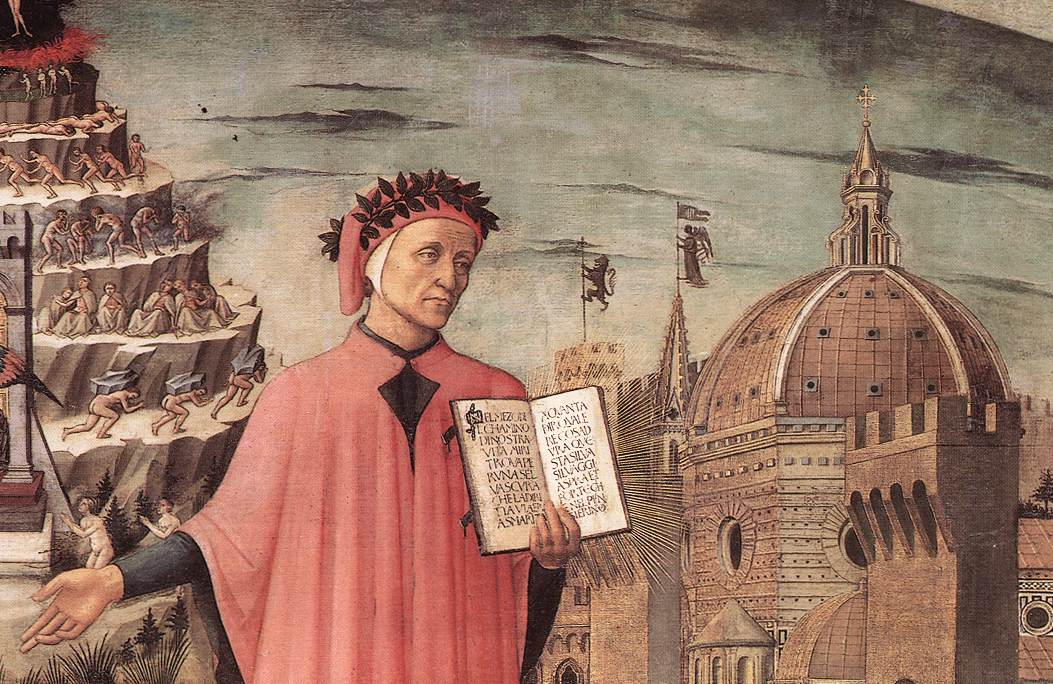
Dante, ilustrat între muntele Purgatoriului și orașul Florența, arată celebra introducere Nel mezzo del cammin di nostra vita într-un detaliu al picturii lui Domenico di Michelino, 1465.

Baza limbii italiene moderne a fost stabilită de poetul florentin Dante Alighieri, a cărui operă de căpătâi, Divina Comedie, este considerată a fi între cele mai de seamă manifeste literare produse în Europa în Evul Mediu. În Italia de astăzi au trăit numeroase personalități ale literaturii universale: Giovanni Boccaccio, Giacomo Leopardi, Alessandro Manzoni, Torquato Tasso, Ludovico Ariosto și Francesco Petrarca, al căror vehicul de exprimare cel mai binecunoscut, sonetul, a fost creat în Italia.
Între filosofii de marcă se numără Giordano Bruno, Marsilio Ficino, Niccolò Machiavelli și Giambattista Vico. Romanul lui Carlo Collodi din 1883, Aventurile lui Pinocchio, este cea mai cunoscută operă literară clasică pentru copii scrisă de un autor italian. Figurile literare moderne, laureați ai Premiului Nobel pentru Literatură sunt poetul naționalist Giosuè Carducci în 1906, scriitoarea realistă Grazia Deledda în 1926, dramaturgul modern Luigi Pirandello în 1936, poeții Salvatore Quasimodo în 1959 și Eugenio Montale în 1975, satiristul și dramaturgul Dario Fo în 1997.
Teatrul italian își trage originile din tradiția romană, la rândul său puternic influențată de cea grecească; ca și multe alte genuri literare, dramaturgia romană a tins să adapteze și să traducă din cea grecească. De exemplu, Phaedra lui Seneca s-a bazat pe cea a lui Euripide, și multe dintre comediile lui Plaut erau traduceri directe ale operelor lui Menandru. Din secolul al XVI-lea și până în cel al XVIII-lea, Commedia dell'arte a fost o formă de teatru de improvizație⁠(en)[traduceți], încă interpretat și astăzi. Trupele ambulante de actori își amenajau o scenă în aer liber și țineau spectacole de jonglerie, acrobație și, cel mai adesea, de scenete amuzante pe baza unui repertoriu de personaje cunoscute, cu o acțiune vag definită, denumit canovaccio.

### Muzica

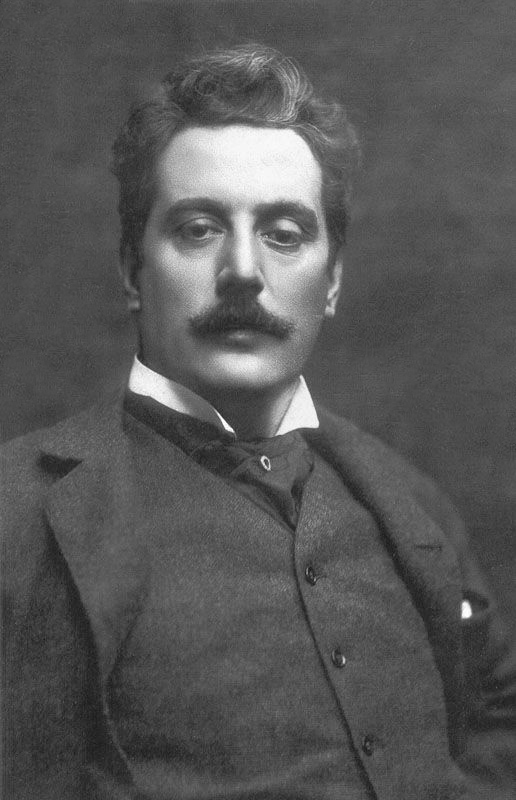
Giacomo Puccini, compozitor italian ale cărui opere, între care La bohème, Tosca, Madama Butterfly și Turandot, sunt printre cele mai frecvent interpretate din lume în repertoriile standard.

De la muzica populară⁠(en)[traduceți] la cea clasică, muzica a jucat mereu un rol important în cultura italiană. Instrumentele asociate muzicii clasice, între care pianul și vioara, au fost inventate în Italia, și multe dintre formele de artă muzicală, cum ar fi simfonia, concertul și sonata, își găsesc rădăcinile în inovațiile din muzica italiană a secolelor al XVI-lea–al XVII-lea.
Cei mai celebri compozitori din Italia sunt compozitorii renascentiști Palestrina și Monteverdi, compozitorii baroci Scarlatti, Corelli și Vivaldi, compozitorii clasici Paganini și Rossini, și compozitorii romantici Verdi și Puccini. Compozitori italieni moderni, ca Berio și Nono s-au dovedit importanți în dezvoltarea muzicii experimentale și electronice. Deși tradiția muzicii clasice este încă puternica în Italia, după cum demonstrează numeroasele teatre de operă din țară, cum ar fi La Scala din Milano și San Carlo din Napoli, și interpreți ca pianistul Maurizio Pollini și tenorul Luciano Pavarotti, italienii apreciază și scena muzicii contemporane.

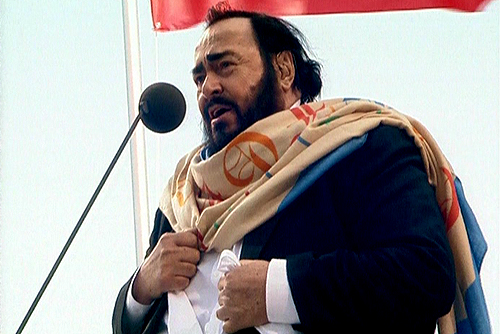
Luciano Pavarotti, unul din cei mai celebri tenori ai tuturor timpurilor.

Italia este celebră ca loc de naștere al operei. Opera italiană⁠(en)[traduceți] se crede că a apărut la începutul secolului al XVII-lea, în orașe italiene ca Mantova și Veneția. Ulterior, lucrări și piese compuse de compozitori italieni din secolele al XIX-lea și al XX-lea, ca Rossini, Bellini, Donizetti, Verdi și Puccini, sunt între cele mai celebre opere scrise vreodată și sunt astăzi interpretate în opere din toată lumea. Opera La Scala din Milano este și ea una dintre cele mai bune din lume. Între celebrii cântăreți italieni de operă se numără Enrico Caruso și Alessandro Bonci.
Introdus în anii 1920, jazzul a căpătat o bază deosebit de puternică în Italia, și a rămas popular în ciuda politicilor culturale xenofobe ale regimului fascist. Astăzi, cele mai notabile centre de muzică jazz din Italia sunt Milano, Roma și Sicilia. Ulterior, Italia a ajuns în avangarda rockului progresiv din anii 1970, prin formații ca PFM
 și Goblin⁠(en)[traduceți]. Italia a fost și o țară importantă în dezvoltarea muzicii disco și electronice, italo-disco, cunoscut pentru sunetul futuristic și utilizarea sintetizatoarelor și mașinilor de ritm, unul dintre cele mai vechi genuri de muzică dance electronică, dar și a formelor europene de disco alături de Euro disco⁠(en)[traduceți] (care avea să influențeze alte genuri, ca Eurodance și Nu-disco).
Producători și compozitori ca Giorgio Moroder, laureat a trei Premii ale Academiei Americane de Film pentru muzica sa, au avut o influență importantă în dezvoltarea muzicii dance electronice. Astăzi, muzica pop italiană își ține anual principalul festival la Sanremo, sursă de inspirație pentru concursul de cântec Eurovision, și Festivalul a Două Lumi⁠(en)[traduceți] la Spoleto. Cântăreți ca diva pop Mina, artistul clasic crossover Andrea Bocelli, laureata premiului Grammy Laura Pausini, și artistul de anvergură europeană Eros Ramazzotti au reputație internațională.

### Cinematografia

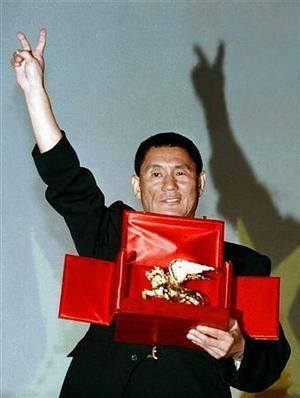
Takeshi Kitano cu Leul de Aur de la festivalul de film de la Veneția, unul dintre cele mai prestigioase și mai mediatizate festivaluri de film din lume

Istoria cinematografiei italiene a început la câteva luni după ce frații Lumière începuseră proiecțiile de filme. Primul film italian avea câteva secunde și îl arăta pe Papa Leon al XIII-lea dând o binecuvântare către cameră. Industria italiană de film s-a născut între 1903 și 1908 cu trei companii: Società Italiana Cines, Ambrosio Film și Itala Film. Au urmat și alte companii în Milano și Napoli. În scurt timp, aceste prime companii au ajuns la o calitate rezonabilă a producțiilor, care au început să se vândă și în afara Italiei. Cinematografia a fost utilizată apoi de Benito Mussolini, care a înființat celebrul studio Cinecittà din Roma pentru producția de propagandă fascistă în preludiul celui de al Doilea Război Mondial.
După război, filmul italian a fost recunoscut pe plan mondial și a devenit produs de export până la începutul unui declin artistic în preajma anilor 1980. Regizori de film cunoscuți ai acestei perioade au fost Vittorio De Sica, Federico Fellini, Sergio Leone, Pier Paolo Pasolini, Luchino Visconti, Michelangelo Antonioni și Dario Argento. Între filmele produse de ei se numără și capodopere ale cinematografiei mondiale, ca La dolce vita; Cel bun, cel rău, cel urât și Hoții de biciclete. Între jumătatea anilor 1940 și începutul anilor 1950 a avut loc apogeul filmelor neorealiste, ce reflectau starea precară a Italiei postbelice.
Pe măsură ce țara și-a revenit și a devenit una bogată în anii 1950, a urmat o nouă formă de neorealism, denumită „neorealismul roz”, apărând și alte genuri de film, cum ar fi peplum și apoi western spaghetti, care au fost populare în deceniile anilor 1960 și 1970. Mai recent, scena italiană a dispărut din atenția cineaștilor la nivel mondial, deși a primit ocazional atenție, cu ocazia lansării unor filme ca La vita è bella în regia lui Roberto Benigni, Il postino cu Massimo Troisi și La grande bellezza regizat de Paolo Sorrentino.

### Sport

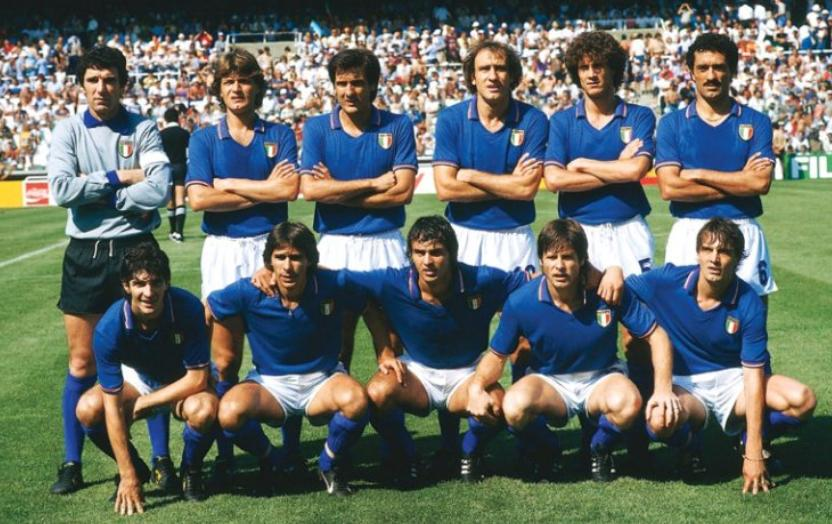
Azzurri la Campionatul Mondial de Fotbal 1982 (unul dintre cele patru câștigate de Italia).

Cel mai popular sport în Italia este, de departe, fotbalul. Echipa națională de fotbal a Italiei, poreclită Squadra Azzurra este una dintre cele mai de succes astfel de echipe, fiind de patru ori campioană mondială (1934, 1938, 1982 și 2006). Cluburile italiene au câștigat 27 de trofee europene, federația italiană fiind astfel cea mai titrată în fotbalul european, iar primul eșalon în întrecerea între cluburi, Serie A, se clasează pe locul 4 în Europa, întrecerile sale fiind urmărite în toată lumea.
Alte sporturi de echipă populare în Italia sunt voleiul, baschetul și rugby-ul. Echipele naționale masculină și feminină de volei s-a clasat adesea în primele patru din lume, iar liga este considerată una cele mai bune ligi din lume. Echipa națională de baschet a Italiei a obținut aurul la Eurobasket 1983 și EuroBasket 1999, precum și argintul la Olimpiada din 2004. Liga italiană este considerată a fi una dintre cele mai competitive din Europa. Rugby-ul are și el un nivel ridicat de popularitate, mai ales în nordul țării. Echipa națională concurează în Turneul celor Șase Națiuni, și participă regulat la Campionatul Mondial de Rugby. Conform clasamentului dat publicității de International Rugby Board la data de 6 iunie 2016, Italia se clasează pe locul al 14-lea la nivel mondial.

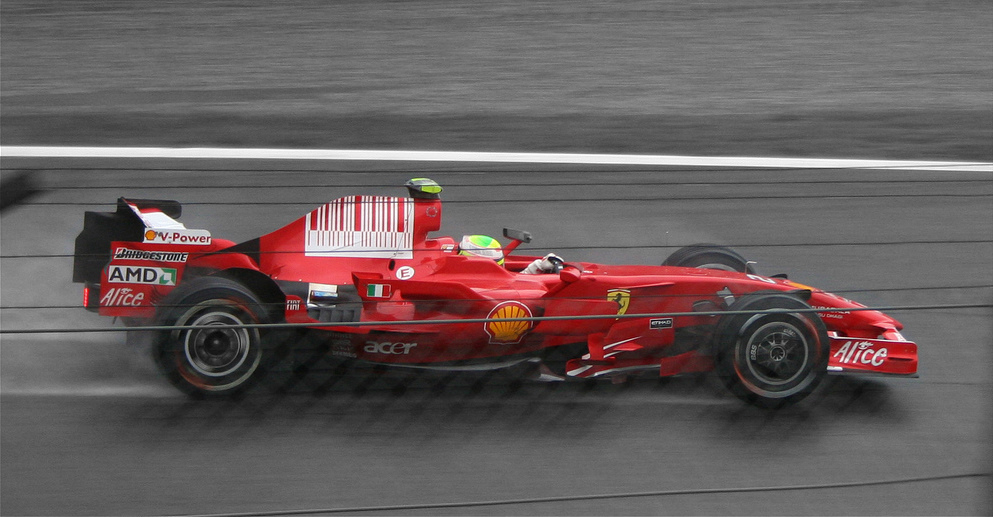
Mașina lui Felipe Massa la Marele Premiu al Italiei din 2008.

Italia are o lungă tradiție și în sporturile individuale. Ciclismul este un sport foarte cunoscut în țară. Italienii au câștigat Campionatele Mondiale⁠(en)[traduceți] de mai multe ori decât cei din orice altă țară cu excepția Belgiei. Giro d'Italia este o celebră cursă ciclistă pe distanță lungă ținută în luna mai a fiecărui an, și constituie una dintre cele trei Mari Tururi Cicliste⁠(en)[traduceți], alături de Tour de France și Vuelta a España, fiecare durând aproximativ trei săptămâni. Schiul alpin este și el un sport foarte răspândit în Italia, aici fiind mai multe stațiuni de sporturi de iarnă, destinații populare pe plan mondial pentru schiori. Schiorii italieni au obținut rezultate bune la Jocurile Olimpice de Iarnă, la Cupa Mondială FIS de Schi Alpin, și la Campionatele Mondiale. Tenisul are un public fidel în Italia, și în același timp este al patrulea cel mai practicat sport la nivel național. Mastersul de la Roma, inițiat în 1930, este unul dintre cele mai prestigioase turnee din lume. Tenismenii profesioniști italieni au câștigat Cupa Davis în 1976 și Fed Cup în 2006 și 2009. Sporturile cu motor sunt și ele deosebit de populare în Italia, această țară câștigând de departe cele mai multe mari premii de motociclism. Scuderia Ferrari este cea mai veche echipă de raliuri din lume, concurând din 1948, și cea mai titrată echipă de Formula 1 din istorie, cu 15 titluri mondiale la piloți și 16 la constructori.
Istoric, Italia a avut mult succes și la Jocurile Olimpice, luând parte la prima Olimpiadă modernă și la 47 de ediții din cele 48. Sportivii italieni au câștigat 522 de medalii la Jocurile Olimpice de Vară, și alte 106 la Jocurile Olimpice de Iarnă, având în total 628 de medalii, dintre care 235 de aur, ceea ce îi clasează pe locul cinci în istoria olimpică și pe locul șase la numărul de medalii. Țara a găzduit două Olimpiade de Iarnă (în 1956 și 2006) și una de Vară (în 1960) și concurează pentru organizarea Olimpiadei din 2024.

### Modă și design

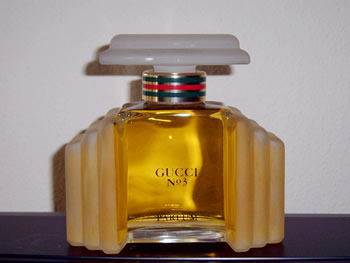
Deodorant Gucci

Moda italiană are o lungă tradiție și este considerată a fi una dintre cele mai importante din lume. Milano, Florența și Roma sunt principalele capitale ale modei italiene. Conform Top Global Fashion Capital Rankings 2013 realizat de Global Language Monitor⁠(en)[traduceți], Roma s-a clasat pe locul șase în lume, iar Milano pe 12. Marile firme italiene de modă, cum ar fi de exemplu Gucci, Armani, Prada, Versace, Valentino, Dolce & Gabbana, Missoni, Fendi, Moschino, Max Mara, Trussardi și Ferragamo sunt considerate între cele mai reputate case de modă din lume. Revista de modă Vogue Italia este și ea una dintre cele mai prestigioase din lume.
Italia este între primele țări din lume la design, în special design interior, arhitectural, industrial și urban. Țara a dat lumi mai mulți designeri celebri de mobilier, cum ar fi Gio Ponti și Ettore Sottsass, iar expresii italiene ca „Bel Disegno” și „Linea Italiana” au intrat în vocabularul designului de mobilă. Exemple de electrocasnice și piese de mobilier italiene sunt mașinile de spălat și frigiderele Zanussi, canapelele „New Tone” de la Atrium, și bibliotecile post-moderne ale lui Ettore Sottsass, inspirate din cântecul lui Bob Dylan „Stuck Inside of Mobile with the Memphis Blues Again”.
Astăzi, Milano și Torino sunt liderii naționali în design arhitectural și industrial. Orașul Milano găzduiești Fiera Milano, cel mai mare târg european de design. Milano găzduiește și evenimente majore de design și arhitectură, cum ar fi Fuori Salone și Salone del Mobile⁠(en)[traduceți], și aici au activat designerii Bruno Munari, Lucio Fontana, Enrico Castellani și Piero Manzoni.

### Bucătăria

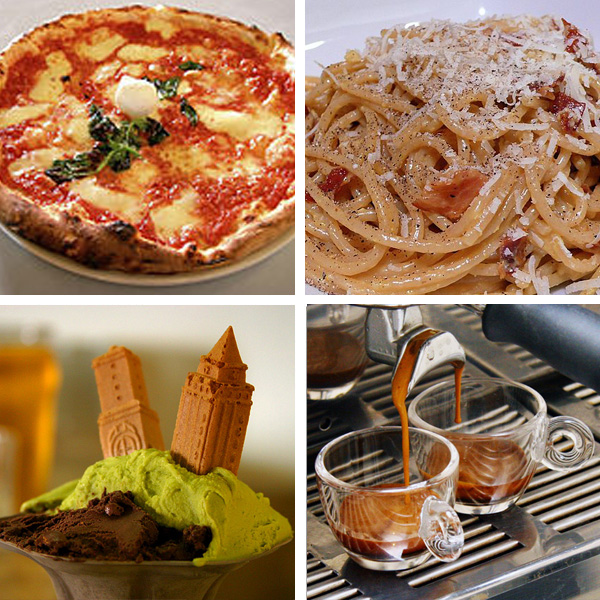
Unele dintre cele mai populare preparate culinare italiene: pizza, pasta, gelato și espresso.

Bucătăria italiană modernă s-a dezvoltat prin secole de schimbări politice și sociale, rădăcinile ei datând din secolul al IV-lea î.e.n. Bucătăria italiană în sine a primit puternice influențe străine, începând cu cele etruscă, grecească antică⁠(en)[traduceți], continuând cu cea bizantină⁠(en)[traduceți] și evreiască⁠(en)[traduceți]. Schimbări importante au intervenit odată cu descoperirea Lumii Noi și introducerea unor ingrediente de acolo, cum ar fi cartoful, tomatele, ardeiul gras și porumbul, astăzi toate elemente centrale dar introduse în cantități importante abia în secolul al XVIII-lea. Bucătăria italiană are drept importante caracteristici o mare diversitate regională, o abundență de gusturi diferite, și este una dintre cele mai populare din lume, cu mare influență peste hotare.
Dieta mediteraneană formează baza bucătăriei italiene, bogată în paste, pește, fructe și legume și caracterizată printr-o simplitate și varietate extreme, multe feluri de mâncare având doar între patru și opt ingrediente. Bucătarii italieni se bazează în principal pe calitatea ingredientelor și mai puțin pe tehnici elaborate de preparare. Rețetele și felurile de mâncare sunt adesea rezultate din tradiția locală și de familie, fiind mai rar creații ale unor maeștri culinari, astfel că multe rețete sunt ideale pentru gătitul în gospodărie, unul dintre principalele motive din spatele popularității explozive a bucătăriei italiene din America până în Asia.
Un factor important al succesului bucătăriei italiene este faptul că se bazeaza pe produse tradiționale; Italia are cele mai multe specialități tradiționale protejate conform legislației europene⁠(en)[traduceți]. Brânzeturile, salamurile și vinul italian sunt o mare parte a specificului culinar italian, multe mărci fiind produse de origine protejată și, alături de cafele (în special espresso) formează o parte foarte importantă a culturii gastronomice italiene. Deserturile au o lungă tradiție de unificare a aromelor locale, cum ar fi citricele, fisticul și migdalele cu brânzeturi dulci ca mascarpone și ricotta sau cu gusturi exotice cum ar fi cacao, vanilie și scorțișoară. Gelato, tiramisù și cassata se numără printre cele mai celebre deserturi și prăjituri italiene.